# Pandemia de COVID-19 en Paraguay
El primer caso confirmado de la pandemia de COVID-19 en Paraguay se dio a conocer el 7 de marzo de 2020 por el entonces Ministro de Salud Pública y Bienestar Social Julio Mazzoleni. El paciente era un hombre de 32 años, proveniente de Guayaquil, Ecuador, pero residente en el distrito de San Lorenzo, departamento Central. Tres días después, se confirma el segundo caso, un hombre de 61 años proveniente de Argentina; y ese mismo día se confirman tres casos más, todos estos contagiados del segundo caso (dos de ellos médicos). Por lo tanto, ese mismo día el Gobierno Nacional toma las primeras medidas al respecto.
El 20 de marzo de 2020 se confirma el primer fallecido y el primer caso de transmisión comunitaria en el país, por ende inicia una cuarentena total nacional estricta que duró hasta principios de mayo de 2020. Desde finales de marzo de 2020, el Gobierno Nacional empezó a enviar a los repatriados (paraguayos provenientes del extranjero) a albergues, que son aislamientos supervisados (como recintos militares, polideportivos, casonas, etc.) designados y costeados por el Estado. Los repatriados realizan una cuarentena obligatoria mínima de 14 días, que puede extenderse en el caso de que requiera. Así mismo, tienen la alternativa de realizar su cuarentena en ciertos hoteles o hospedajes (llamados Hotel Salud) en el caso de que pudiesen costearlo.
A principios de la cuarentena en el país, la tasa de positividad del COVID-19 era baja y estaba bajo control, ya que la mayoría de los casos confirmados provenían de los albergues, que eran en su mayoría casos importados (del extranjero). El país se mantuvo entre los que mejor han controlado el avance de la pandemia y sus consecuencias económicas, a comparación de los demás países de la región.
Sin embargo, desde mediados del año 2020, los casos comunitarios superaron a los importados y se produjo el aumento de la curva de contagios. Esto fue debido a la flexibilización de medidas que empezó a principios de mayo de 2020 con la llamada "Cuarentena Inteligente", por lo que varias zonas y sectores económicos debieron mantener ciertas restricciones con el fin de evitar la saturación sanitaria. La primera área más afectada fue el departamento de Alto Paraná, durante el invierno de 2020; para luego pasar a ser el departamento Central y la ciudad de Asunción desde la primavera de 2020. 
Actualmente el virus del SARS-CoV-2 que causa la enfermedad de la COVID-19, circula por prácticamente todo el territorio nacional. El uso de tapaboca (mascarilla o barbijo) se volvió obligatorio en la República del Paraguay, bajo pena de multa. El 18 de febrero de 2021, llegan las primeras dosis de Vacunas antiCOVID-19 en el Paraguay, compuestas por 4 000 dosis de la Vacuna Sputnik V, en principio, destinados a personal de blanco. La vacunación inició el 22 de febrero de 2021, en los principales centros de salud del país.
El 23 de febrero de 2022 se levantan todas las restricciones ante la Pandemia de COVID-19, dejando solamente como recomendación las anteriores medidas. Aún se exigirá el uso de tapabocas y el certificado de vacunación en ciertos casos.  Hasta esa fecha se reportaron más de 800.000 casos confirmados y cerca de 20.000 muertos. Los vacunados rondan las 4 millones de personas (cerca del 65% de la población).

## Cronología
| Casos de COVID-19 en Paraguay Muertes Recuperaciones Casos activos 202020212022marabrmayjunjulagosepoctnovdicenefebmarabrmayjunjulagosepoctnovdiceneÚltimos 15 días | Casos de COVID-19 en Paraguay Muertes Recuperaciones Casos activos 202020212022marabrmayjunjulagosepoctnovdicenefebmarabrmayjunjulagosepoctnovdiceneÚltimos 15 días | Casos de COVID-19 en Paraguay Muertes Recuperaciones Casos activos 202020212022marabrmayjunjulagosepoctnovdicenefebmarabrmayjunjulagosepoctnovdiceneÚltimos 15 días | Casos de COVID-19 en Paraguay Muertes Recuperaciones Casos activos 202020212022marabrmayjunjulagosepoctnovdicenefebmarabrmayjunjulagosepoctnovdiceneÚltimos 15 días | Casos de COVID-19 en Paraguay Muertes Recuperaciones Casos activos 202020212022marabrmayjunjulagosepoctnovdicenefebmarabrmayjunjulagosepoctnovdiceneÚltimos 15 días |
| --- | --- | --- | --- | --- |
| Fecha | Fecha | | N.º de casos | N.º de muertes |
| 2020-03-07 | 2020-03-07 | | 1(—) | |
| ⋮ | ⋮ | | 1(=) | |
| 2020-03-10 | 2020-03-10 | | 5(+4) | |
| 2020-03-11 | 2020-03-11 | | 5(=) | |
| 2020-03-12 | 2020-03-12 | | 6(+1) | |
| 2020-03-13 | 2020-03-13 | | 7(+1) | |
| 2020-03-14 | 2020-03-14 | | 7(=) | |
| 2020-03-15 | 2020-03-15 | | 8(+1) | |
| 2020-03-16 | 2020-03-16 | | 9(+1) | |
| 2020-03-17 | 2020-03-17 | | 11(+2) | |
| 2020-03-18 | 2020-03-18 | | 11(=) | |
| 2020-03-19 | 2020-03-19 | | 13(+2) | |
| 2020-03-20 | 2020-03-20 | | 18(+5) | 1(—) |
| 2020-03-21 | 2020-03-21 | | 22(+4) | 1(=) |
| 2020-03-22 | 2020-03-22 | | 22(=) | 1(=) |
| 2020-03-23 | 2020-03-23 | | 27(+5) | 2(+1) |
| 2020-03-24 | 2020-03-24 | | 37(+10) | 3(+1) |
| 2020-03-25 | 2020-03-25 | | 41(+4) | 3(=) |
| 2020-03-26 | 2020-03-26 | | 52(+11) | 3(=) |
| 2020-03-27 | 2020-03-27 | | 56(+4) | 3(=) |
| 2020-03-28 | 2020-03-28 | | 59(+3) | 3(=) |
| 2020-03-29 | 2020-03-29 | | 64(+5) | 3(=) |
| 2020-03-30 | 2020-03-30 | | 65(+1) | 3(=) |
| 2020-03-31 | 2020-03-31 | | 69(+4) | 3(=) |
| 2020-04-01 | 2020-04-01 | | 77(+8) | 3(=) |
| 2020-04-02 | 2020-04-02 | | 92(+15) | 3(=) |
| 2020-04-03 | 2020-04-03 | | 96(+4) | 3(=) |
| 2020-04-04 | 2020-04-04 | | 104(+8) | 3(=) |
| 2020-04-05 | 2020-04-05 | | 113(+9) | 5(+2) |
| 2020-04-06 | 2020-04-06 | | 115(+2) | 5(=) |
| 2020-04-07 | 2020-04-07 | | 119(+4) | 5(=) |
| 2020-04-08 | 2020-04-08 | | 124(+5) | 5(=) |
| 2020-04-09 | 2020-04-09 | | 129(+5) | 6(+1) |
| 2020-04-10 | 2020-04-10 | | 133(+4) | 6(=) |
| 2020-04-11 | 2020-04-11 | | 134(+1) | 6(=) |
| 2020-04-12 | 2020-04-12 | | 147(+13) | 6(=) |
| 2020-04-13 | 2020-04-13 | | 159(+12) | 7(+1) |
| 2020-04-14 | 2020-04-14 | | 161(+2) | 8(+1) |
| 2020-04-15 | 2020-04-15 | | 174(+13) | 8(=) |
| 2020-04-16 | 2020-04-16 | | 199(+25) | 8(=) |
| 2020-04-17 | 2020-04-17 | | 202(+3) | 8(=) |
| 2020-04-18 | 2020-04-18 | | 206(+4) | 8(=) |
| 2020-04-19 | 2020-04-19 | | 208(+2) | 8(=) |
| 2020-04-20 | 2020-04-20 | | 208(=) | 8(=) |
| 2020-04-21 | 2020-04-21 | | 213(+5) | 9(+1) |
| 2020-04-22 | 2020-04-22 | | 213(=) | 9(=) |
| 2020-04-23 | 2020-04-23 | | 220(+7) | 9(=) |
| 2020-04-24 | 2020-04-24 | | 223(+3) | 9(=) |
| 2020-04-25 | 2020-04-25 | | 228(+5) | 9(=) |
| 2020-04-26 | 2020-04-26 | | 228(=) | 9(=) |
| 2020-04-27 | 2020-04-27 | | 230(+2) | 9(=) |
| 2020-04-28 | 2020-04-28 | | 239(+9) | 9(=) |
| 2020-04-29 | 2020-04-29 | | 249(+10) | 9(=) |
| 2020-04-30 | 2020-04-30 | | 266(+17) | 10(+1) |
| 2020-05-01 | 2020-05-01 | | 333(+67) | 10(=) |
| 2020-05-02 | 2020-05-02 | | 370(+37) | 10(=) |
| 2020-05-03 | 2020-05-03 | | 396(+26) | 10(=) |
| 2020-05-04 | 2020-05-04 | | 415(+19) | 10(=) |
| 2020-05-05 | 2020-05-05 | | 431(+16) | 10(=) |
| 2020-05-06 | 2020-05-06 | | 440(+9) | 10(=) |
| 2020-05-07 | 2020-05-07 | | 462(+22) | 10(=) |
| 2020-05-08 | 2020-05-08 | | 563(+101) | 10(=) |
| 2020-05-09 | 2020-05-09 | | 689(+126) | 10(=) |
| 2020-05-10 | 2020-05-10 | | 713(+24) | 10(=) |
| 2020-05-11 | 2020-05-11 | | 724(+11) | 10(=) |
| 2020-05-12 | 2020-05-12 | | 737(+13) | 10(=) |
| 2020-05-13 | 2020-05-13 | | 740(+3) | 11(+1) |
| 2020-05-14 | 2020-05-14 | | 754(+14) | 11(=) |
| 2020-05-15 | 2020-05-15 | | 759(+5) | 11(=) |
| 2020-05-16 | 2020-05-16 | | 778(+19) | 11(=) |
| 2020-05-17 | 2020-05-17 | | 786(+8) | 11(=) |
| 2020-05-18 | 2020-05-18 | | 788(+2) | 11(=) |
| 2020-05-19 | 2020-05-19 | | 829(+41) | 11(=) |
| 2020-05-20 | 2020-05-20 | | 833(+4) | 11(=) |
| 2020-05-21 | 2020-05-21 | | 836(+3) | 11(=) |
| 2020-05-22 | 2020-05-22 | | 838(+2) | 11(=) |
| 2020-05-23 | 2020-05-23 | | 850(+12) | 11(=) |
| 2020-05-24 | 2020-05-24 | | 862(+12) | 11(=) |
| 2020-05-25 | 2020-05-25 | | 865(+3) | 11(=) |
| 2020-05-26 | 2020-05-26 | | 877(+12) | 11(=) |
| 2020-05-27 | 2020-05-27 | | 884(+7) | 11(=) |
| 2020-05-28 | 2020-05-28 | | 900(+16) | 11(=) |
| 2020-05-29 | 2020-05-29 | | 917(+17) | 11(=) |
| 2020-05-30 | 2020-05-30 | | 964(+47) | 11(=) |
| 2020-05-31 | 2020-05-31 | | 986(+22) | 11(=) |
| 2020-06-01 | 2020-06-01 | | 995(+9) | 11(=) |
| 2020-06-02 | 2020-06-02 | | 1013(+18) | 11(=) |
| 2020-06-03 | 2020-06-03 | | 1070(+57) | 11(=) |
| 2020-06-04 | 2020-06-04 | | 1086(+16) | 11(=) |
| 2020-06-05 | 2020-06-05 | | 1087(+1) | 11(=) |
| 2020-06-06 | 2020-06-06 | | 1090(+3) | 11(=) |
| 2020-06-07 | 2020-06-07 | | 1135(+45) | 11(=) |
| 2020-06-08 | 2020-06-08 | | 1145(+10) | 11(=) |
| 2020-06-09 | 2020-06-09 | | 1187(+42) | 11(=) |
| 2020-06-10 | 2020-06-10 | | 1202(+15) | 11(=) |
| 2020-06-11 | 2020-06-11 | | 1230(+28) | 11(=) |
| 2020-06-12 | 2020-06-12 | | 1254(+24) | 11(=) |
| 2020-06-13 | 2020-06-13 | | 1261(+7) | 11(=) |
| 2020-06-14 | 2020-06-14 | | 1289(+28) | 11(=) |
| 2020-06-15 | 2020-06-15 | | 1296(+7) | 12(+1) |
| 2020-06-16 | 2020-06-16 | | 1303(+7) | 13(+1) |
| 2020-06-17 | 2020-06-17 | | 1308(+5) | 13(=) |
| 2020-06-18 | 2020-06-18 | | 1330(+22) | 13(=) |
| 2020-06-19 | 2020-06-19 | | 1336(+6) | 13(=) |
| 2020-06-20 | 2020-06-20 | | 1362(+26) | 13(=) |
| 2020-06-21 | 2020-06-21 | | 1379(+17) | 13(=) |
| 2020-06-22 | 2020-06-22 | | 1392(+13) | 13(=) |
| 2020-06-23 | 2020-06-23 | | 1422(+30) | 13(=) |
| 2020-06-24 | 2020-06-24 | | 1528(+106) | 13(=) |
| 2020-06-25 | 2020-06-25 | | 1569(+41) | 13(=) |
| 2020-06-26 | 2020-06-26 | | 1711(+142) | 13(=) |
| 2020-06-27 | 2020-06-27 | | 1942(+231) | 15(+2) |
| 2020-06-28 | 2020-06-28 | | 2127(+185) | 15(=) |
| 2020-06-29 | 2020-06-29 | | 2191(+64) | 16(+1) |
| 2020-06-30 | 2020-06-30 | | 2221(+30) | 17(+1) |
| 2020-07-01 | 2020-07-01 | | 2260(+39) | 19(+2) |
| 2020-07-02 | 2020-07-02 | | 2303(+43) | 19(=) |
| 2020-07-03 | 2020-07-03 | | 2349(+46) | 19(=) |
| 2020-07-04 | 2020-07-04 | | 2385(+36) | 20(+1) |
| 2020-07-05 | 2020-07-05 | | 2427(+42) | 20(=) |
| 2020-07-06 | 2020-07-06 | | 2456(+29) | 20(=) |
| 2020-07-07 | 2020-07-07 | | 2502(+46) | 20(=) |
| 2020-07-08 | 2020-07-08 | | 2554(+52) | 20(=) |
| 2020-07-09 | 2020-07-09 | | 2638(+84) | 20(=) |
| 2020-07-10 | 2020-07-10 | | 2736(+98) | 20(=) |
| 2020-07-11 | 2020-07-11 | | 2820(+84) | 21(+1) |
| 2020-07-12 | 2020-07-12 | | 2948(+128) | 22(+1) |
| 2020-07-13 | 2020-07-13 | | 2980(+32) | 25(+3) |
| 2020-07-14 | 2020-07-14 | | 3074(+94) | 25(=) |
| 2020-07-15 | 2020-07-15 | | 3198(+124) | 25(=) |
| 2020-07-16 | 2020-07-16 | | 3342(+144) | 27(+2) |
| 2020-07-17 | 2020-07-17 | | 3457(+115) | 28(+1) |
| 2020-07-18 | 2020-07-18 | | 3629(+172) | 29(+1) |
| 2020-07-19 | 2020-07-19 | | 3721(+92) | 31(+2) |
| 2020-07-20 | 2020-07-20 | | 3748(+27) | 33(+2) |
| 2020-07-21 | 2020-07-21 | | 3817(+69) | 35(+2) |
| 2020-07-22 | 2020-07-22 | | 4000(+183) | 36(+1) |
| 2020-07-23 | 2020-07-23 | | 4113(+113) | 36(=) |
| 2020-07-24 | 2020-07-24 | | 4224(+111) | 38(+2) |
| 2020-07-25 | 2020-07-25 | | 4328(+104) | 40(+2) |
| 2020-07-26 | 2020-07-26 | | 4444(+116) | 41(+1) |
| 2020-07-27 | 2020-07-27 | | 4548(+104) | 43(+2) |
| 2020-07-28 | 2020-07-28 | | 4674(+126) | 45(+2) |
| 2020-07-29 | 2020-07-29 | | 4866(+192) | 46(+1) |
| 2020-07-30 | 2020-07-30 | | 5207(+341) | 47(+1) |
| 2020-07-31 | 2020-07-31 | | 5338(+131) | 49(+2) |
| 2020-08-01 | 2020-08-01 | | 5485(+147) | 52(+3) |
| 2020-08-02 | 2020-08-02 | | 5644(+159) | 52(=) |
| 2020-08-03 | 2020-08-03 | | 5724(+80) | 55(+3) |
| 2020-08-04 | 2020-08-04 | | 5852(+128) | 59(+4) |
| 2020-08-05 | 2020-08-05 | | 6060(+208) | 61(+2) |
| 2020-08-06 | 2020-08-06 | | 6375(+315) | 66(+5) |
| 2020-08-07 | 2020-08-07 | | 6508(+133) | 69(+3) |
| 2020-08-08 | 2020-08-08 | | 6705(+197) | 72(+3) |
| 2020-08-09 | 2020-08-09 | | 6907(+202) | 75(+3) |
| 2020-08-10 | 2020-08-10 | | 7234(+327) | 82(+7) |
| 2020-08-11 | 2020-08-11 | | 7519(+285) | 86(+4) |
| 2020-08-12 | 2020-08-12 | | 8018(+499) | 93(+7) |
| 2020-08-13 | 2020-08-13 | | 8389(+371) | 97(+4) |
| 2020-08-14 | 2020-08-14 | | 9022(+633) | 108(+11) |
| 2020-08-15 | 2020-08-15 | | 9381(+359) | 127(+19) |
| 2020-08-16 | 2020-08-16 | | 9791(+410) | 138(+11) |
| 2020-08-17 | 2020-08-17 | | 10 135(+344) | 145(+7) |
| 2020-08-18 | 2020-08-18 | | 10 606(+471) | 161(+16) |
| 2020-08-19 | 2020-08-19 | | 11 133(+527) | 165(+4) |
| 2020-08-20 | 2020-08-20 | | 11 817(+684) | 170(+5) |
| 2020-08-21 | 2020-08-21 | | 12 536(+719) | 182(+12) |
| 2020-08-22 | 2020-08-22 | | 12 974(+438) | 192(+10) |
| 2020-08-23 | 2020-08-23 | | 13 233(+259) | 205(+13) |
| 2020-08-24 | 2020-08-24 | | 13 602(+369) | 219(+14) |
| 2020-08-25 | 2020-08-25 | | 14 228(+626) | 231(+12) |
| 2020-08-26 | 2020-08-26 | | 14 872(+644) | 247(+16) |
| 2020-08-27 | 2020-08-27 | | 15 290(+418) | 265(+18) |
| 2020-08-28 | 2020-08-28 | | 15 873(+583) | 280(+15) |
| 2020-08-29 | 2020-08-29 | | 16 474(+601) | 294(+14) |
| 2020-08-30 | 2020-08-30 | | 17 105(+631) | 308(+14) |
| 2020-08-31 | 2020-08-31 | | 17 662(+557) | 326(+18) |
| 2020-09-01 | 2020-09-01 | | 18 338(+676) | 348(+22) |
| 2020-09-02 | 2020-09-02 | | 19 138(+800) | 358(+10) |
| 2020-09-03 | 2020-09-03 | | 19 959(+821) | 373(+15) |
| 2020-09-04 | 2020-09-04 | | 20 654(+695) | 398(+25) |
| 2020-09-05 | 2020-09-05 | | 21 871(+1217) | 412(+14) |
| 2020-09-06 | 2020-09-06 | | 22 486(+615) | 435(+23) |
| 2020-09-07 | 2020-09-07 | | 23 353(+867) | 449(+14) |
| 2020-09-08 | 2020-09-08 | | 24 214(+861) | 463(+14) |
| 2020-09-09 | 2020-09-09 | | 25 026(+812) | 474(+11) |
| 2020-09-10 | 2020-09-10 | | 25 631(+605) | 485(+11) |
| 2020-09-11 | 2020-09-11 | | 26 512(+881) | 496(+11) |
| 2020-09-12 | 2020-09-12 | | 27 324(+812) | 514(+18) |
| 2020-09-13 | 2020-09-13 | | 27 817(+493) | 525(+11) |
| 2020-09-14 | 2020-09-14 | | 28 367(+550) | 539(+14) |
| 2020-09-15 | 2020-09-15 | | 29 298(+931) | 552(+13) |
| 2020-09-16 | 2020-09-16 | | 30 419(+1121) | 566(+14) |
| 2020-09-17 | 2020-09-17 | | 31 113(+694) | 584(+18) |
| 2020-09-18 | 2020-09-18 | | 32 127(+1014) | 611(+27) |
| 2020-09-19 | 2020-09-19 | | 33 015(+888) | 636(+25) |
| 2020-09-20 | 2020-09-20 | | 33 520(+505) | 659(+23) |
| 2020-09-21 | 2020-09-21 | | 34 260(+740) | 676(+17) |
| 2020-09-22 | 2020-09-22 | | 34 828(+568) | 705(+29) |
| 2020-09-23 | 2020-09-23 | | 35 571(+743) | 727(+22) |
| 2020-09-24 | 2020-09-24 | | 36 404(+833) | 743(+16) |
| 2020-09-25 | 2020-09-25 | | 37 226(+822) | 761(+18) |
| 2020-09-26 | 2020-09-26 | | 37 922(+696) | 782(+21) |
| 2020-09-27 | 2020-09-27 | | 38 684(+762) | 803(+21) |
| 2020-09-28 | 2020-09-28 | | 39 432(+748) | 818(+15) |
| 2020-09-29 | 2020-09-29 | | 40 101(+669) | 841(+23) |
| 2020-09-30 | 2020-09-30 | | 40 758(+657) | 857(+16) |
| 2020-10-01 | 2020-10-01 | | 41 799(+1041) | 869(+12) |
| 2020-10-02 | 2020-10-02 | | 42 684(+885) | 890(+21) |
| 2020-10-03 | 2020-10-03 | | 43 452(+768) | 913(+23) |
| 2020-10-04 | 2020-10-04 | | 44 182(+730) | 929(+16) |
| 2020-10-05 | 2020-10-05 | | 44 715(+533) | 947(+18) |
| 2020-10-06 | 2020-10-06 | | 45 647(+932) | 966(+19) |
| 2020-10-07 | 2020-10-07 | | 46 435(+788) | 989(+23) |
| 2020-10-08 | 2020-10-08 | | 47 316(+881) | 1012(+23) |
| 2020-10-09 | 2020-10-09 | | 48 275(+959) | 1045(+33) |
| 2020-10-10 | 2020-10-10 | | 48 978(+703) | 1065(+20) |
| 2020-10-11 | 2020-10-11 | | 49 675(+697) | 1077(+12) |
| 2020-10-12 | 2020-10-12 | | 50 344(+669) | 1096(+19) |
| 2020-10-13 | 2020-10-13 | | 51 197(+853) | 1108(+12) |
| 2020-10-14 | 2020-10-14 | | 51 845(+648) | 1131(+23) |
| 2020-10-15 | 2020-10-15 | | 52 596(+751) | 1150(+19) |
| 2020-10-16 | 2020-10-16 | | 53 482(+886) | 1165(+15) |
| 2020-10-17 | 2020-10-17 | | 54 015(+533) | 1179(+14) |
| 2020-10-18 | 2020-10-18 | | 54 724(+709) | 1188(+9) |
| 2020-10-19 | 2020-10-19 | | 55 452(+728) | 1207(+19) |
| 2020-10-20 | 2020-10-20 | | 56 073(+621) | 1231(+24) |
| 2020-10-21 | 2020-10-21 | | 56 819(+746) | 1250(+19) |
| 2020-10-22 | 2020-10-22 | | 57 526(+707) | 1267(+17) |
| 2020-10-23 | 2020-10-23 | | 58 259(+733) | 1278(+11) |
| 2020-10-24 | 2020-10-24 | | 59 043(+784) | 1293(+15) |
| 2020-10-25 | 2020-10-25 | | 59 594(+551) | 1309(+16) |
| 2020-10-26 | 2020-10-26 | | 60 109(+515) | 1333(+24) |
| 2020-10-27 | 2020-10-27 | | 60 557(+448) | 1347(+14) |
| 2020-10-28 | 2020-10-28 | | 61 290(+733) | 1359(+12) |
| 2020-10-29 | 2020-10-29 | | 62 050(+760) | 1373(+14) |
| 2020-10-30 | 2020-10-30 | | 62 596(+546) | 1387(+14) |
| 2020-10-31 | 2020-10-31 | | 63 185(+589) | 1404(+17) |
| 2020-11-01 | 2020-11-01 | | 63 731(+546) | 1418(+14) |
| 2020-11-02 | 2020-11-02 | | 64 156(+425) | 1429(+11) |
| 2020-11-03 | 2020-11-03 | | 64 628(+472) | 1441(+12) |
| 2020-11-04 | 2020-11-04 | | 65 258(+630) | 1454(+13) |
| 2020-11-05 | 2020-11-05 | | 65 778(+520) | 1462(+8) |
| 2020-11-06 | 2020-11-06 | | 66 481(+703) | 1472(+10) |
| 2020-11-07 | 2020-11-07 | | 66 941(+460) | 1479(+7) |
| 2020-11-08 | 2020-11-08 | | 67 589(+648) | 1490(+11) |
| 2020-11-09 | 2020-11-09 | | 67 948(+359) | 1502(+12) |
| 2020-11-10 | 2020-11-10 | | 68 497(+549) | 1516(+14) |
| 2020-11-11 | 2020-11-11 | | 69 106(+609) | 1532(+16) |
| 2020-11-12 | 2020-11-12 | | 69 653(+547) | 1543(+11) |
| 2020-11-13 | 2020-11-13 | | 70 392(+739) | 1557(+14) |
| 2020-11-14 | 2020-11-14 | | 71 065(+673) | 1569(+12) |
| 2020-11-15 | 2020-11-15 | | 71 574(+509) | 1587(+18) |
| 2020-11-16 | 2020-11-16 | | 72 099(+525) | 1602(+15) |
| 2020-11-17 | 2020-11-17 | | 72 857(+758) | 1613(+11) |
| 2020-11-18 | 2020-11-18 | | 73 639(+782) | 1624(+11) |
| 2020-11-19 | 2020-11-19 | | 74 495(+856) | 1636(+12) |
| 2020-11-20 | 2020-11-20 | | 75 058(+563) | 1647(+11) |
| 2020-11-21 | 2020-11-21 | | 75 857(+799) | 1652(+5) |
| 2020-11-22 | 2020-11-22 | | 76 476(+619) | 1657(+5) |
| 2020-11-23 | 2020-11-23 | | 77 072(+596) | 1665(+8) |
| 2020-11-24 | 2020-11-24 | | 77 891(+819) | 1677(+12) |
| 2020-11-25 | 2020-11-25 | | 78 878(+987) | 1691(+14) |
| 2020-11-26 | 2020-11-26 | | 79 517(+639) | 1704(+13) |
| 2020-11-27 | 2020-11-27 | | 80 436(+919) | 1720(+16) |
| 2020-11-28 | 2020-11-28 | | 81 131(+695) | 1731(+11) |
| 2020-11-29 | 2020-11-29 | | 81 906(+775) | 1743(+12) |
| 2020-11-30 | 2020-11-30 | | 82 424(+518) | 1756(+13) |
| 2020-12-01 | 2020-12-01 | | 83 479(+1055) | 1771(+15) |
| 2020-12-02 | 2020-12-02 | | 84 482(+1003) | 1783(+12) |
| 2020-12-03 | 2020-12-03 | | 85 477(+995) | 1796(+13) |
| 2020-12-04 | 2020-12-04 | | 86 499(+1022) | 1813(+17) |
| 2020-12-05 | 2020-12-05 | | 87 213(+714) | 1833(+20) |
| 2020-12-06 | 2020-12-06 | | 87 920(+707) | 1853(+20) |
| 2020-12-07 | 2020-12-07 | | 88 723(+803) | 1872(+19) |
| 2020-12-08 | 2020-12-08 | | 89 421(+698) | 1887(+15) |
| 2020-12-09 | 2020-12-09 | | 90 146(+725) | 1901(+14) |
| 2020-12-10 | 2020-12-10 | | 90 958(+812) | 1914(+13) |
| 2020-12-11 | 2020-12-11 | | 92 113(+1155) | 1927(+13) |
| 2020-12-12 | 2020-12-12 | | 92 913(+800) | 1937(+10) |
| 2020-12-13 | 2020-12-13 | | 93 582(+669) | 1953(+16) |
| 2020-12-14 | 2020-12-14 | | 94 223(+641) | 1971(+18) |
| 2020-12-15 | 2020-12-15 | | 95 353(+1130) | 1991(+20) |
| 2020-12-16 | 2020-12-16 | | 96 209(+856) | 2014(+23) |
| 2020-12-17 | 2020-12-17 | | 97 028(+819) | 2032(+18) |
| 2020-12-18 | 2020-12-18 | | 98 296(+1268) | 2050(+18) |
| 2020-12-19 | 2020-12-19 | | 99 157(+861) | 2072(+22) |
| 2020-12-20 | 2020-12-20 | | 99 789(+632) | 2088(+16) |
| 2020-12-21 | 2020-12-21 | | 100 612(+823) | 2103(+15) |
| 2020-12-22 | 2020-12-22 | | 101 544(+932) | 2120(+17) |
| 2020-12-23 | 2020-12-23 | | 102 371(+827) | 2138(+18) |
| 2020-12-24 | 2020-12-24 | | 103 329(+958) | 2154(+16) |
| 2020-12-25 | 2020-12-25 | | 103 888(+559) | 2154(=) |
| 2020-12-26 | 2020-12-26 | | 104 162(+274) | 2174(+20) |
| 2020-12-27 | 2020-12-27 | | 104 422(+260) | 2188(+14) |
| 2020-12-28 | 2020-12-28 | | 105 374(+952) | 2202(+14) |
| 2020-12-29 | 2020-12-29 | | 106 136(+762) | 2220(+18) |
| 2020-12-30 | 2020-12-30 | | 106 958(+822) | 2242(+22) |
| 2020-12-31 | 2020-12-31 | | 107 932(+974) | 2262(+20) |
| 2021-01-01 | 2021-01-01 | | 108 349(+417) | 2262(=) |
| 2021-01-02 | 2021-01-02 | | 108 718(+369) | 2279(+17) |
| 2021-01-03 | 2021-01-03 | | 109 073(+355) | 2292(+13) |
| 2021-01-04 | 2021-01-04 | | 109 837(+764) | 2305(+13) |
| 2021-01-05 | 2021-01-05 | | 110 796(+959) | 2321(+16) |
| 2021-01-06 | 2021-01-06 | | 111 694(+898) | 2337(+16) |
| 2021-01-07 | 2021-01-07 | | 112 856(+1162) | 2352(+15) |
| 2021-01-08 | 2021-01-08 | | 113 994(+1138) | 2372(+20) |
| 2021-01-09 | 2021-01-09 | | 115 026(+1032) | 2387(+15) |
| 2021-01-10 | 2021-01-10 | | 115 733(+707) | 2405(+18) |
| 2021-01-11 | 2021-01-11 | | 116 535(+802) | 2420(+15) |
| 2021-01-12 | 2021-01-12 | | 117 590(+1055) | 2437(+17) |
| 2021-01-13 | 2021-01-13 | | 118 592(+1002) | 2451(+14) |
| 2021-01-14 | 2021-01-14 | | 119 640(+1048) | 2466(+15) |
| 2021-01-15 | 2021-01-15 | | 120 789(+1149) | 2479(+13) |
| 2021-01-16 | 2021-01-16 | | 121 648(+859) | 2495(+16) |
| 2021-01-17 | 2021-01-17 | | 122 160(+512) | 2505(+10) |
| 2021-01-18 | 2021-01-18 | | 122 588(+428) | 2518(+13) |
| 2021-01-19 | 2021-01-19 | | 123 359(+771) | 2535(+17) |
| 2021-01-20 | 2021-01-20 | | 124 447(+1088) | 2556(+21) |
| 2021-01-21 | 2021-01-21 | | 125 518(+1071) | 2570(+14) |
| 2021-01-22 | 2021-01-22 | | 126 370(+852) | 2585(+15) |
| 2021-01-23 | 2021-01-23 | | 127 081(+711) | 2607(+22) |
| 2021-01-24 | 2021-01-24 | | 127 652(+571) | 2617(+10) |
| 2021-01-25 | 2021-01-25 | | 128 366(+714) | 2632(+15) |
| 2021-01-26 | 2021-01-26 | | 129 394(+1028) | 2651(+19) |
| 2021-01-27 | 2021-01-27 | | 130 163(+769) | 2668(+17) |
| 2021-01-28 | 2021-01-28 | | 130 917(+754) | 2681(+13) |
| 2021-01-29 | 2021-01-29 | | 131 886(+969) | 2693(+12) |
| 2021-01-30 | 2021-01-30 | | 132 548(+662) | 2704(+11) |
| 2021-01-31 | 2021-01-31 | | 133 227(+679) | 2718(+14) |
| 2021-02-01 | 2021-02-01 | | 133 781(+554) | 2733(+15) |
| 2021-02-02 | 2021-02-02 | | 134 482(+701) | 2750(+17) |
| 2021-02-03 | 2021-02-03 | | 135 229(+747) | 2765(+15) |
| 2021-02-04 | 2021-02-04 | | 136 023(+794) | 2779(+14) |
| 2021-02-05 | 2021-02-05 | | 136 890(+867) | 2791(+12) |
| 2021-02-06 | 2021-02-06 | | 137 603(+713) | 2807(+16) |
| 2021-02-07 | 2021-02-07 | | 138 118(+515) | 2826(+19) |
| 2021-02-08 | 2021-02-08 | | 138 945(+827) | 2846(+20) |
| 2021-02-09 | 2021-02-09 | | 139 819(+874) | 2862(+16) |
| 2021-02-10 | 2021-02-10 | | 140 797(+978) | 2876(+14) |
| 2021-02-11 | 2021-02-11 | | 141 775(+978) | 2891(+15) |
| 2021-02-12 | 2021-02-12 | | 142 598(+823) | 2904(+13) |
| 2021-02-13 | 2021-02-13 | | 143 443(+845) | 2920(+16) |
| 2021-02-14 | 2021-02-14 | | 144 042(+599) | 2936(+16) |
| 2021-02-15 | 2021-02-15 | | 145 095(+1053) | 2953(+17) |
| 2021-02-16 | 2021-02-16 | | 146 216(+1121) | 2971(+18) |
| 2021-02-17 | 2021-02-17 | | 147 253(+1037) | 2991(+20) |
| 2021-02-18 | 2021-02-18 | | 148 622(+1369) | 3008(+17) |
| 2021-02-19 | 2021-02-19 | | 149 684(+1062) | 3026(+18) |
| 2021-02-20 | 2021-02-20 | | 150 731(+1047) | 3045(+19) |
| 2021-02-21 | 2021-02-21 | | 151 718(+987) | 3065(+20) |
| 2021-02-22 | 2021-02-22 | | 152 658(+940) | 3080(+15) |
| 2021-02-23 | 2021-02-23 | | 153 790(+1132) | 3101(+21) |
| 2021-02-24 | 2021-02-24 | | 154 904(+1114) | 3119(+18) |
| 2021-02-25 | 2021-02-25 | | 156 189(+1285) | 3135(+16) |
| 2021-02-26 | 2021-02-26 | | 157 603(+1414) | 3152(+17) |
| 2021-02-27 | 2021-02-27 | | 158 537(+934) | 3167(+15) |
| 2021-02-28 | 2021-02-28 | | 159 474(+937) | 3181(+14) |
| 2021-03-01 | 2021-03-01 | | 160 448(+974) | 3198(+17) |
| 2021-03-02 | 2021-03-02 | | 161 530(+1082) | 3218(+20) |
| 2021-03-03 | 2021-03-03 | | 162 871(+1341) | 3239(+21) |
| 2021-03-04 | 2021-03-04 | | 164 310(+1439) | 3256(+17) |
| 2021-03-05 | 2021-03-05 | | 165 811(+1501) | 3278(+22) |
| 2021-03-06 | 2021-03-06 | | 166 969(+1158) | 3294(+16) |
| 2021-03-07 | 2021-03-07 | | 168 043(+1074) | 3318(+24) |
| 2021-03-08 | 2021-03-08 | | 169 860(+1817) | 3343(+25) |
| 2021-03-09 | 2021-03-09 | | 171 985(+2125) | 3360(+17) |
| 2021-03-10 | 2021-03-10 | | 174 013(+2028) | 3387(+27) |
| 2021-03-11 | 2021-03-11 | | 175 827(+1814) | 3411(+24) |
| 2021-03-12 | 2021-03-12 | | 177 593(+1766) | 3436(+25) |
| 2021-03-13 | 2021-03-13 | | 179 072(+1479) | 3456(+20) |
| 2021-03-14 | 2021-03-14 | | 180 014(+942) | 3476(+20) |
| 2021-03-15 | 2021-03-15 | | 181 414(+1400) | 3517(+41) |
| 2021-03-16 | 2021-03-16 | | 183 348(+1934) | 3554(+37) |
| 2021-03-17 | 2021-03-17 | | 185 888(+2540) | 3588(+34) |
| 2021-03-18 | 2021-03-18 | | 188 493(+2605) | 3620(+32) |
| 2021-03-19 | 2021-03-19 | | 190 499(+2006) | 3662(+42) |
| 2021-03-20 | 2021-03-20 | | 192 599(+2100) | 3695(+33) |
| 2021-03-21 | 2021-03-21 | | 194 122(+1523) | 3730(+35) |
| 2021-03-22 | 2021-03-22 | | 196 112(+1990) | 3769(+39) |
| 2021-03-23 | 2021-03-23 | | 198 135(+2023) | 3818(+49) |
| 2021-03-24 | 2021-03-24 | | 200 823(+2688) | 3869(+51) |
| 2021-03-25 | 2021-03-25 | | 202 700(+1877) | 3910(+41) |
| 2021-03-26 | 2021-03-26 | | 204 704(+2004) | 3958(+48) |
| 2021-03-27 | 2021-03-27 | | 206 597(+1893) | 4003(+45) |
| 2021-03-28 | 2021-03-28 | | 208 655(+2058) | 4063(+60) |
| 2021-03-29 | 2021-03-29 | | 210 425(+1770) | 4113(+50) |
| 2021-03-30 | 2021-03-30 | | 212 691(+2266) | 4161(+48) |
| 2021-03-31 | 2021-03-31 | | 214 667(+1976) | 4206(+45) |
| 2021-04-01 | 2021-04-01 | | 216 278(+1611) | 4250(+44) |
| 2021-04-02 | 2021-04-02 | | 217 886(+1608) | 4294(+44) |
| 2021-04-03 | 2021-04-03 | | 219 393(+1507) | 4344(+50) |
| 2021-04-04 | 2021-04-04 | | 221 207(+1814) | 4399(+55) |
| 2021-04-05 | 2021-04-05 | | 222 663(+1456) | 4463(+64) |
| 2021-04-06 | 2021-04-06 | | 224 736(+2073) | 4522(+59) |
| 2021-04-07 | 2021-04-07 | | 227 116(+2380) | 4584(+62) |
| 2021-04-08 | 2021-04-08 | | 229 595(+2479) | 4644(+60) |
| 2021-04-09 | 2021-04-09 | | 232 142(+2547) | 4698(+54) |
| 2021-04-10 | 2021-04-10 | | 233 745(+1603) | 4749(+51) |
| 2021-04-11 | 2021-04-11 | | 235 292(+1547) | 4827(+78) |
| 2021-04-12 | 2021-04-12 | | 237 542(+2250) | 4889(+62) |
| 2021-04-13 | 2021-04-13 | | 240 141(+2599) | 4978(+89) |
| 2021-04-14 | 2021-04-14 | | 242 161(+2020) | 5040(+62) |
| 2021-04-15 | 2021-04-15 | | 244 528(+2367) | 5110(+70) |
| 2021-04-16 | 2021-04-16 | | 246 806(+2278) | 5177(+67) |
| 2021-04-17 | 2021-04-17 | | 248 364(+1558) | 5251(+74) |
| 2021-04-18 | 2021-04-18 | | 250 165(+1801) | 5313(+62) |
| 2021-04-19 | 2021-04-19 | | 252 443(+2278) | 5384(+71) |
| 2021-04-20 | 2021-04-20 | | 255 046(+2603) | 5470(+86) |
| 2021-04-21 | 2021-04-21 | | 257 706(+2660) | 5561(+91) |
| 2021-04-22 | 2021-04-22 | | 260 382(+2676) | 5633(+72) |
| 2021-04-23 | 2021-04-23 | | 263 134(+2752) | 5715(+82) |
| 2021-04-24 | 2021-04-24 | | 265 296(+2162) | 5802(+87) |
| 2021-04-25 | 2021-04-25 | | 267 082(+1786) | 5900(+98) |
| 2021-04-26 | 2021-04-26 | | 269 353(+2271) | 6002(+102) |
| 2021-04-27 | 2021-04-27 | | 271 814(+2461) | 6094(+92) |
| 2021-04-28 | 2021-04-28 | | 274 170(+2356) | 6196(+102) |
| 2021-04-29 | 2021-04-29 | | 276 865(+2695) | 6302(+106) |
| 2021-04-30 | 2021-04-30 | | 279 077(+2212) | 6385(+83) |
| 2021-05-01 | 2021-05-01 | | 281 023(+1946) | 6476(+91) |
| 2021-05-02 | 2021-05-02 | | 282 543(+1520) | 6572(+96) |
| 2021-05-03 | 2021-05-03 | | 284 453(+1910) | 6653(+81) |
| 2021-05-04 | 2021-05-04 | | 286 667(+2214) | 6722(+69) |
| 2021-05-05 | 2021-05-05 | | 288 974(+2307) | 6798(+76) |
| 2021-05-06 | 2021-05-06 | | 291 540(+2566) | 6883(+85) |
| 2021-05-07 | 2021-05-07 | | 294 233(+2693) | 6974(+91) |
| 2021-05-08 | 2021-05-08 | | 296 306(+2073) | 7050(+76) |
| 2021-05-09 | 2021-05-09 | | 297 789(+1483) | 7130(+80) |
| 2021-05-10 | 2021-05-10 | | 299 684(+1895) | 7209(+79) |
| 2021-05-11 | 2021-05-11 | | 302 061(+2377) | 7284(+75) |
| 2021-05-12 | 2021-05-12 | | 304 889(+2828) | 7358(+74) |
| 2021-05-13 | 2021-05-13 | | 307 457(+2568) | 7427(+69) |
| 2021-05-14 | 2021-05-14 | | 309 638(+2181) | 7482(+55) |
| 2021-05-15 | 2021-05-15 | | 311 746(+2108) | 7534(+52) |
| 2021-05-16 | 2021-05-16 | | 313 527(+1781) | 7596(+62) |
| 2021-05-17 | 2021-05-17 | | 315 547(+2020) | 7692(+96) |
| 2021-05-18 | 2021-05-18 | | 318 251(+2704) | 7802(+110) |
| 2021-05-19 | 2021-05-19 | | 321 032(+2781) | 7914(+112) |
| 2021-05-20 | 2021-05-20 | | 324 063(+3031) | 8012(+98) |
| 2021-05-21 | 2021-05-21 | | 327 229(+3166) | 8115(+103) |
| 2021-05-22 | 2021-05-22 | | 330 457(+3228) | 8235(+120) |
| 2021-05-23 | 2021-05-23 | | 332 971(+2514) | 8360(+125) |
| 2021-05-24 | 2021-05-24 | | 335 691(+2720) | 8474(+114) |
| 2021-05-25 | 2021-05-25 | | 338 914(+3223) | 8591(+117) |
| 2021-05-26 | 2021-05-26 | | 342 221(+3307) | 8701(+110) |
| 2021-05-27 | 2021-05-27 | | 345 357(+3136) | 8800(+99) |
| 2021-05-28 | 2021-05-28 | | 348 184(+2827) | 8892(+92) |
| 2021-05-29 | 2021-05-29 | | 350 613(+2429) | 8987(+95) |
| 2021-05-30 | 2021-05-30 | | 352 688(+2075) | 9083(+96) |
| 2021-05-31 | 2021-05-31 | | 355 384(+2696) | 9186(+103) |
| 2021-06-01 | 2021-06-01 | | 358 244(+2860) | 9293(+107) |
| 2021-06-02 | 2021-06-02 | | 361 440(+3196) | 9396(+103) |
| 2021-06-03 | 2021-06-03 | | 364 702(+3262) | 9498(+102) |
| 2021-06-04 | 2021-06-04 | | 368 183(+3481) | 9609(+111) |
| 2021-06-05 | 2021-06-05 | | 371 021(+2838) | 9739(+130) |
| 2021-06-06 | 2021-06-06 | | 373 165(+2144) | 9874(+135) |
| 2021-06-07 | 2021-06-07 | | 375 996(+2831) | 10 005(+131) |
| 2021-06-08 | 2021-06-08 | | 379 131(+3135) | 10 145(+140) |
| 2021-06-09 | 2021-06-09 | | 382 231(+3100) | 10 278(+133) |
| 2021-06-10 | 2021-06-10 | | 384 989(+2758) | 10 412(+134) |
| 2021-06-11 | 2021-06-11 | | 387 687(+2698) | 10 561(+149) |
| 2021-06-12 | 2021-06-12 | | 389 650(+1963) | 10 699(+138) |
| 2021-06-13 | 2021-06-13 | | 391 436(+1786) | 10 834(+135) |
| 2021-06-14 | 2021-06-14 | | 393 482(+2046) | 10 954(+120) |
| 2021-06-15 | 2021-06-15 | | 396 149(+2667) | 11 069(+115) |
| 2021-06-16 | 2021-06-16 | | 398 761(+2612) | 11 181(+112) |
| 2021-06-17 | 2021-06-17 | | 401 243(+2482) | 11 294(+113) |
| 2021-06-18 | 2021-06-18 | | 403 392(+2149) | 11 411(+117) |
| 2021-06-19 | 2021-06-19 | | 405 075(+1683) | 11 521(+110) |
| 2021-06-20 | 2021-06-20 | | 406 220(+1145) | 11 633(+112) |
| 2021-06-21 | 2021-06-21 | | 407 721(+1501) | 11 743(+110) |
| 2021-06-22 | 2021-06-22 | | 409 467(+1746) | 11 849(+106) |
| 2021-06-23 | 2021-06-23 | | 411 615(+2148) | 11 973(+124) |
| 2021-06-24 | 2021-06-24 | | 413 457(+1842) | 12 086(+113) |
| 2021-06-25 | 2021-06-25 | | 415 320(+1863) | 12 215(+129) |
| 2021-06-26 | 2021-06-26 | | 416 843(+1523) | 12 365(+150) |
| 2021-06-27 | 2021-06-27 | | 418 330(+1487) | 12 517(+152) |
| 2021-06-28 | 2021-06-28 | | 419 764(+1434) | 12 641(+124) |
| 2021-06-29 | 2021-06-29 | | 421 589(+1825) | 12 763(+122) |
| 2021-06-30 | 2021-06-30 | | 423 282(+1693) | 12 895(+132) |
| 2021-07-01 | 2021-07-01 | | 424 998(+1716) | 13 017(+122) |
| 2021-07-02 | 2021-07-02 | | 426 318(+1320) | 13 127(+110) |
| 2021-07-03 | 2021-07-03 | | 427 542(+1224) | 13 235(+108) |
| 2021-07-04 | 2021-07-04 | | 428 743(+1201) | 13 346(+111) |
| 2021-07-05 | 2021-07-05 | | 429 884(+1141) | 13 447(+101) |
| 2021-07-06 | 2021-07-06 | | 431 367(+1483) | 13 553(+106) |
| 2021-07-07 | 2021-07-07 | | 432 801(+1434) | 13 645(+92) |
| 2021-07-08 | 2021-07-08 | | 434 264(+1463) | 13 729(+84) |
| 2021-07-09 | 2021-07-09 | | 435 552(+1288) | 13 806(+77) |
| 2021-07-10 | 2021-07-10 | | 436 624(+1072) | 13 867(+61) |
| 2021-07-11 | 2021-07-11 | | 437 719(+1095) | 13 918(+51) |
| 2021-07-12 | 2021-07-12 | | 438 764(+1045) | 13 964(+46) |
| 2021-07-13 | 2021-07-13 | | 439 897(+1133) | 14 016(+52) |
| 2021-07-14 | 2021-07-14 | | 441 056(+1159) | 14 066(+50) |
| 2021-07-15 | 2021-07-15 | | 442 207(+1151) | 14 120(+54) |
| 2021-07-16 | 2021-07-16 | | 443 378(+1171) | 14 178(+58) |
| 2021-07-17 | 2021-07-17 | | 444 427(+1049) | 14 230(+52) |
| 2021-07-18 | 2021-07-18 | | 444 992(+565) | 14 288(+58) |
| 2021-07-19 | 2021-07-19 | | 445 565(+573) | 14 340(+52) |
| 2021-07-20 | 2021-07-20 | | 446 267(+702) | 14 394(+54) |
| 2021-07-21 | 2021-07-21 | | 447 146(+879) | 14 446(+52) |
| 2021-07-22 | 2021-07-22 | | 447 864(+718) | 14 501(+55) |
| 2021-07-23 | 2021-07-23 | | 448 508(+644) | 14 550(+49) |
| 2021-07-24 | 2021-07-24 | | 448 918(+410) | 14 593(+43) |
| 2021-07-25 | 2021-07-25 | | 449 341(+423) | 14 653(+60) |
| 2021-07-26 | 2021-07-26 | | 449 902(+561) | 14 701(+48) |
| 2021-07-27 | 2021-07-27 | | 450 494(+592) | 14 759(+58) |
| 2021-07-28 | 2021-07-28 | | 451 158(+664) | 14 820(+61) |
| 2021-07-29 | 2021-07-29 | | 451 695(+537) | 14 876(+56) |
| 2021-07-30 | 2021-07-30 | | 452 085(+390) | 14 929(+53) |
| 2021-07-31 | 2021-07-31 | | 452 388(+303) | 14 981(+52) |
| 2021-08-01 | 2021-08-01 | | 452 698(+310) | 15 042(+61) |
| 2021-08-02 | 2021-08-02 | | 453 031(+333) | 15 086(+44) |
| 2021-08-03 | 2021-08-03 | | 453 367(+336) | 15 135(+49) |
| 2021-08-04 | 2021-08-04 | | 453 794(+427) | 15 172(+37) |
| 2021-08-05 | 2021-08-05 | | 454 194(+400) | 15 207(+35) |
| 2021-08-06 | 2021-08-06 | | 454 542(+348) | 15 238(+31) |
| 2021-08-07 | 2021-08-07 | | 454 865(+323) | 15 268(+30) |
| 2021-08-08 | 2021-08-08 | | 455 120(+255) | 15 293(+25) |
| 2021-08-09 | 2021-08-09 | | 455 389(+269) | 15 315(+22) |
| 2021-08-10 | 2021-08-10 | | 455 680(+291) | 15 341(+26) |
| 2021-08-11 | 2021-08-11 | | 456 064(+384) | 15 363(+22) |
| 2021-08-12 | 2021-08-12 | | 456 291(+227) | 15 383(+20) |
| 2021-08-13 | 2021-08-13 | | 456 484(+193) | 15 402(+19) |
| 2021-08-14 | 2021-08-14 | | 456 589(+105) | 15 420(+18) |
| 2021-08-15 | 2021-08-15 | | 456 695(+106) | 15 439(+19) |
| 2021-08-16 | 2021-08-16 | | 456 842(+147) | 15 455(+16) |
| 2021-08-17 | 2021-08-17 | | 457 023(+181) | 15 473(+18) |
| 2021-08-18 | 2021-08-18 | | 457 222(+199) | 15 492(+19) |
| 2021-08-19 | 2021-08-19 | | 457 349(+127) | 15 508(+16) |
| 2021-08-20 | 2021-08-20 | | 457 472(+123) | 15 528(+20) |
| 2021-08-21 | 2021-08-21 | | 457 612(+140) | 15 550(+22) |
| 2021-08-22 | 2021-08-22 | | 457 725(+113) | 15 571(+21) |
| 2021-08-23 | 2021-08-23 | | 457 838(+113) | 15 593(+22) |
| 2021-08-24 | 2021-08-24 | | 457 971(+133) | 15 613(+20) |
| 2021-08-25 | 2021-08-25 | | 458 116(+145) | 15 633(+20) |
| 2021-08-26 | 2021-08-26 | | 458 207(+91) | 15 653(+20) |
| 2021-08-27 | 2021-08-27 | | 458 229(+22) | 15 685(+32) |
| 2021-08-28 | 2021-08-28 | | 458 291(+62) | 15 698(+13) |
| 2021-08-29 | 2021-08-29 | | 458 404(+113) | 15 723(+25) |
| 2021-08-30 | 2021-08-30 | | 458 455(+51) | 15 742(+19) |
| 2021-08-31 | 2021-08-31 | | 458 528(+73) | 15 767(+25) |
| 2021-09-01 | 2021-09-01 | | 458 614(+86) | 15 785(+18) |
| 2021-09-02 | 2021-09-02 | | 458 716(+102) | 15 821(+36) |
| 2021-09-03 | 2021-09-03 | | 458 799(+83) | 15 864(+43) |
| 2021-09-04 | 2021-09-04 | | 458 844(+45) | 15 989(+125) |
| 2021-09-05 | 2021-09-05 | | 458 884(+40) | 15 995(+6) |
| 2021-09-06 | 2021-09-06 | | 458 922(+38) | 16 003(+8) |
| 2021-09-07 | 2021-09-07 | | 458 977(+55) | 16 008(+5) |
| 2021-09-08 | 2021-09-08 | | 459 062(+85) | 16 020(+12) |
| 2021-09-09 | 2021-09-09 | | 459 133(+71) | 16 028(+8) |
| 2021-09-10 | 2021-09-10 | | 459 207(+74) | 16 033(+5) |
| 2021-09-11 | 2021-09-11 | | 459 257(+50) | 16 097(+64) |
| 2021-09-12 | 2021-09-12 | | 459 291(+34) | 16 102(+5) |
| 2021-09-13 | 2021-09-13 | | 459 340(+49) | 16 109(+7) |
| 2021-09-14 | 2021-09-14 | | 459 391(+51) | 16 114(+5) |
| 2021-09-15 | 2021-09-15 | | 459 461(+70) | 16 118(+4) |
| 2021-09-16 | 2021-09-16 | | 459 524(+63) | 16 120(+2) |
| 2021-09-17 | 2021-09-17 | | 459 580(+56) | 16 123(+3) |
| 2021-09-18 | 2021-09-18 | | 459 622(+42) | 16 126(+3) |
| 2021-09-19 | 2021-09-19 | | 459 650(+28) | 16 128(+2) |
| 2021-09-20 | 2021-09-20 | | 459 665(+15) | 16 132(+4) |
| 2021-09-21 | 2021-09-21 | | 459 695(+30) | 16 136(+4) |
| 2021-09-22 | 2021-09-22 | | 459 720(+25) | 16 138(+2) |
| 2021-09-23 | 2021-09-23 | | 459 751(+31) | 16 139(+1) |
| 2021-09-24 | 2021-09-24 | | 459 779(+28) | 16 142(+3) |
| 2021-09-25 | 2021-09-25 | | 459 804(+25) | 16 188(+46) |
| 2021-09-26 | 2021-09-26 | | 459 828(+24) | 16 189(+1) |
| 2021-09-27 | 2021-09-27 | | 459 855(+27) | 16 191(+2) |
| 2021-09-28 | 2021-09-28 | | 459 899(+44) | 16 193(+2) |
| 2021-09-29 | 2021-09-29 | | 459 948(+49) | 16 195(+2) |
| 2021-09-30 | 2021-09-30 | | 459 967(+19) | 16 198(+3) |
| 2021-10-01 | 2021-10-01 | | 459 997(+30) | 16 200(+2) |
| 2021-10-02 | 2021-10-02 | | 460 022(+25) | 16 200(=) |
| 2021-10-03 | 2021-10-03 | | 460 041(+19) | 16 201(+1) |
| 2021-10-04 | 2021-10-04 | | 460 061(+20) | 16 203(+2) |
| 2021-10-05 | 2021-10-05 | | 460 084(+23) | 16 204(+1) |
| 2021-10-06 | 2021-10-06 | | 460 113(+29) | 16 205(+1) |
| 2021-10-07 | 2021-10-07 | | 460 138(+25) | 16 205(=) |
| 2021-10-08 | 2021-10-08 | | 460 171(+33) | 16 206(+1) |
| 2021-10-09 | 2021-10-09 | | 460 190(+19) | 16 206(=) |
| 2021-10-10 | 2021-10-10 | | 460 203(+13) | 16 206(=) |
| 2021-10-11 | 2021-10-11 | | 460 218(+15) | 16 207(+1) |
| 2021-10-12 | 2021-10-12 | | 460 244(+26) | 16 207(=) |
| 2021-10-13 | 2021-10-13 | | 460 277(+33) | 16 207(=) |
| 2021-10-14 | 2021-10-14 | | 460 301(+24) | 16 208(+1) |
| 2021-10-15 | 2021-10-15 | | 460 322(+21) | 16 209(+1) |
| 2021-10-16 | 2021-10-16 | | 460 513(+191) | 16 227(+18) |
| 2021-10-17 | 2021-10-17 | | 460 529(+16) | 16 228(+1) |
| 2021-10-18 | 2021-10-18 | | 460 553(+24) | 16 228(=) |
| 2021-10-19 | 2021-10-19 | | 460 582(+29) | 16 228(=) |
| 2021-10-20 | 2021-10-20 | | 460 615(+33) | 16 228(=) |
| 2021-10-21 | 2021-10-21 | | 460 646(+31) | 16 229(+1) |
| 2021-10-22 | 2021-10-22 | | 460 679(+33) | 16 229(=) |
| 2021-10-23 | 2021-10-23 | | 460 701(+22) | 16 230(+1) |
| 2021-10-24 | 2021-10-24 | | 460 723(+22) | 16 231(+1) |
| 2021-10-25 | 2021-10-25 | | 460 754(+31) | 16 232(+1) |
| 2021-10-26 | 2021-10-26 | | 460 815(+61) | 16 233(+1) |
| 2021-10-27 | 2021-10-27 | | 460 894(+79) | 16 238(+5) |
| 2021-10-28 | 2021-10-28 | | 460 944(+50) | 16 243(+5) |
| 2021-10-29 | 2021-10-29 | | 460 974(+30) | 16 245(+2) |
| 2021-10-30 | 2021-10-30 | | 461 006(+32) | 16 246(+1) |
| 2021-10-31 | 2021-10-31 | | 461 041(+35) | 16 247(+1) |
| 2021-11-01 | 2021-11-01 | | 461 086(+45) | 16 249(+2) |
| 2021-11-02 | 2021-11-02 | | 461 132(+46) | 16 250(+1) |
| 2021-11-03 | 2021-11-03 | | 461 184(+52) | 16 256(+6) |
| 2021-11-04 | 2021-11-04 | | 461 225(+41) | 16 256(=) |
| 2021-11-05 | 2021-11-05 | | 461 275(+50) | 16 258(+2) |
| 2021-11-06 | 2021-11-06 | | 461 313(+38) | 16 259(+1) |
| 2021-11-07 | 2021-11-07 | | 461 361(+48) | 16 263(+4) |
| 2021-11-08 | 2021-11-08 | | 461 413(+52) | 16 266(+3) |
| 2021-11-09 | 2021-11-09 | | 461 466(+53) | 16 272(+6) |
| 2021-11-10 | 2021-11-10 | | 461 520(+54) | 16 272(=) |
| 2021-11-11 | 2021-11-11 | | 461 574(+54) | 16 273(+1) |
| 2021-11-12 | 2021-11-12 | | 461 624(+50) | 16 278(+5) |
| 2021-11-13 | 2021-11-13 | | 461 912(+288) | 16 335(+57) |
| 2021-11-14 | 2021-11-14 | | 461 957(+45) | 16 337(+2) |
| 2021-11-15 | 2021-11-15 | | 462 003(+46) | 16 340(+3) |
| 2021-11-16 | 2021-11-16 | | 462 059(+56) | 16 342(+2) |
| 2021-11-17 | 2021-11-17 | | 462 109(+50) | 16 343(+1) |
| 2021-11-18 | 2021-11-18 | | 462 146(+37) | 16 349(+6) |
| 2021-11-19 | 2021-11-19 | | 462 198(+52) | 16 354(+5) |
| 2021-11-20 | 2021-11-20 | | 462 242(+44) | 16 355(+1) |
| 2021-11-21 | 2021-11-21 | | 462 283(+41) | 16 350(-5) |
| 2021-11-22 | 2021-11-22 | | 462 331(+48) | 16 363(+13) |
| 2021-11-23 | 2021-11-23 | | 462 389(+58) | 16 364(+1) |
| 2021-11-24 | 2021-11-24 | | 462 453(+64) | 16 365(+1) |
| 2021-11-25 | 2021-11-25 | | 462 533(+80) | 16 366(+1) |
| 2021-11-26 | 2021-11-26 | | 462 605(+72) | 16 367(+1) |
| 2021-11-27 | 2021-11-27 | | 462 908(+303) | 16 461(+94) |
| 2021-11-28 | 2021-11-28 | | 462 956(+48) | 16 463(+2) |
| 2021-11-29 | 2021-11-29 | | 463 001(+45) | 16 469(+6) |
| 2021-11-30 | 2021-11-30 | | 463 058(+57) | 16 472(+3) |
| 2021-12-01 | 2021-12-01 | | 463 121(+63) | 16 474(+2) |
| 2021-12-02 | 2021-12-02 | | 463 199(+78) | 16 475(+1) |
| 2021-12-03 | 2021-12-03 | | 463 260(+61) | 16 476(+1) |
| 2021-12-04 | 2021-12-04 | | 463 315(+55) | 16 477(+1) |
| 2021-12-05 | 2021-12-05 | | 463 372(+57) | 16 478(+1) |
| 2021-12-06 | 2021-12-06 | | 463 427(+55) | 16 479(+1) |
| 2021-12-07 | 2021-12-07 | | 463 479(+52) | 16 484(+5) |
| 2021-12-08 | 2021-12-08 | | 463 522(+43) | 16 488(+4) |
| 2021-12-09 | 2021-12-09 | | 463 580(+58) | 16 492(+4) |
| 2021-12-10 | 2021-12-10 | | 463 650(+70) | 16 500(+8) |
| 2021-12-11 | 2021-12-11 | | 463 707(+57) | 16 502(+2) |
| 2021-12-12 | 2021-12-12 | | 463 755(+48) | 16 505(+3) |
| 2021-12-13 | 2021-12-13 | | 463 828(+73) | 16 513(+8) |
| 2021-12-14 | 2021-12-14 | | 463 926(+98) | 16 516(+3) |
| 2021-12-15 | 2021-12-15 | | 464 004(+78) | 16 517(+1) |
| 2021-12-16 | 2021-12-16 | | 464 096(+92) | 16 523(+6) |
| 2021-12-17 | 2021-12-17 | | 464 176(+80) | 16 528(+5) |
| 2021-12-18 | 2021-12-18 | | 464 582(+406) | 16 570(+42) |
| 2021-12-19 | 2021-12-19 | | 464 630(+48) | 16 575(+5) |
| 2021-12-20 | 2021-12-20 | | 464 703(+73) | 16 583(+8) |
| 2021-12-21 | 2021-12-21 | | 464 793(+90) | 16 588(+5) |
| 2021-12-22 | 2021-12-22 | | 464 895(+102) | 16 593(+5) |
| 2021-12-23 | 2021-12-23 | | 465 028(+133) | 16 596(+3) |
| 2021-12-24 | 2021-12-24 | | 465 130(+102) | 16 598(+2) |
| 2021-12-25 | 2021-12-25 | | 465 233(+103) | 16 599(+1) |
| 2021-12-26 | 2021-12-26 | | 465 338(+105) | 16 601(+2) |
| 2021-12-27 | 2021-12-27 | | 465 564(+226) | 16 607(+6) |
| 2021-12-28 | 2021-12-28 | | 465 824(+260) | 16 616(+9) |
| 2021-12-29 | 2021-12-29 | | 466 101(+277) | 16 624(+8) |
| 2021-12-30 | 2021-12-30 | | 467 122(+1021) | 16 625(+1) |
| 2021-12-31 | 2021-12-31 | | 468 025(+903) | 16 629(+4) |
| 2022-01-01 | 2022-01-01 | | 468 346(+321) | 16 631(+2) |
| 2022-01-02 | 2022-01-02 | | 468 933(+587) | 16 637(+6) |
| 2022-01-03 | 2022-01-03 | | 469 523(+590) | 16 642(+5) |
| Fuente: Ministerio de Salud Pública y Bienestar Social del Paraguay                                                                                                 | | | | |

### Antecedentes
Los primeros casos sospechosos de coronavirus en Paraguay ya databan de finales de enero de 2020, sin embargo en el transcurso de febrero fueron descartándose, tanto casos sospechosos de la zona de Gran Asunción -de personas que ingresaban por el Aeropuerto Internacional Silvio Pettirossi de Luque, así como sospechosos de la zona del Alto Paraná, fronteriza con el Brasil, —lugar de mucha afluencia de personas provenientes de Asia— ya que muchos de los asiáticos residentes en el departamento de Alto Paraná, utilizan los aeropuertos del Brasil y luego se trasladan por tierra al Paraguay (y viceversa).
A finales de enero de 2020, el Gobierno de Paraguay toma las primeras medidas preventivas ante el avance del coronavirus, recabando los datos de pasajeros que hayan viajado a China y otros países asiáticos cercanos o con casos confirmados de coronavirus. El director de Vigilancia de la Salud, Guillermo Sequera refirió que detectaron unas 2.600 empresas nacionales con trato comercial con China, de ellos al menos 10 con contacto directo con la ciudad de Wuhan (epicentro de la enfermedad entonces).
A principios de febrero de 2020, el Gobierno Nacional suspende las visas a los ciudadanos provenientes de China Continental. El 26 de febrero, el Gobierno declara alerta máxima por brote de coronavirus en el país, debido a los primeros casos detectados en el Brasil, realizando controles de temperatura a los pasajeros que arriban del Aeropuerto de Luque.
Cabe destacar que, hacia principios del año 2020, Paraguay enfrentaba una de las peores epidemias de dengue de los últimos años, por lo cual fue inminente tomar medidas preventivas lo pronto posible para evitar la propagación masiva del coronavirus y el colapso del precario sistema sanitario, y a su vez, preparar a las instituciones de salud y demás para albergar a pacientes con coronavirus.

### Primeros casos: medidas aplicadas
El primer caso se confirmó recién el 7 de marzo de 2020 en Asunción, por el ministro de Salud Pública y Bienestar Social Julio Mazzoleni. El paciente era un hombre de 32 años, que había llegado de Guayaquil, Ecuador el 3 de marzo,  y residía en la ciudad de San Lorenzo, departamento Central. A pesar de que Paraguay ya contaba con controles en los aeropuertos internacionales ya desde finales del mes pasado, éste se les "salió del control", puesto que en aquel entonces Ecuador no era considerado un país con circulación comunitaria del virus. Esto implicaba la rápida dispersión del virus en países que inclusive las autoridades locales desconocían de la situación en cuanto a la transmisión comunitaria del virus.
Tres días después —el 10 de marzo de 2020—, se confirma el segundo caso, que correspondía a un hombre de 61 años quien llegó de Argentina —vía terrestre— (estuvo en Buenos Aires y Córdoba entre el 4 y 26 de febrero de 2020). Ese mismo día por la noche se confirman tres casos más, todos estos contagiados del segundo caso, por lo que el Gobierno Nacional —asumiendo una posible circulación comunitaria— anuncia la aplicación de medidas sanitarias —lo que se conocería luego como una cuarentena parcial o una pre-cuarentena— que por momento regiría 15 días. Esta primera medida incluía suspensión de las clases en todos los niveles, suspensión y restricción de toda actividad que impliquen aglomeración de personas, como eventos públicos y privados.
Por decreto n.º 3442 del 9 de marzo de 2020, se dispone la implementación de acciones preventivas ante el riesgo de expansión del coronavirus. Mientras que por decreto n.º 3456 del 16 de marzo de 2020 se declara el Estado de Emergencia Sanitaria en toda la República del Paraguay por la pandemia, en el que se exhorta a los tres poderes del Estado a tomar las medidas necesarias para la prevención y mitigación del COVID-19.
Otras medidas tomadas con el correr de los días fueron que los vuelos provenientes de Europa fueron suspendidos, se estableció un toque de queda nocturno (limitación de la libre circulación entre las 20 y 04 horas), controles preventivos por las fuerzas públicas (tanto policías como militares) por las calles y determinados lugares para el cumplimiento de las medidas, así como controles de temperatura y limitación de la circulación en las terminales y puestos de frontera (cierre parcial de fronteras).
Los primeros días se reportó un alto acatamiento, que fue flaqueando ligeramente con el correr de los días, aunque el acatamiento volvió a aumentar conforme se establecieron rígidas medidas y controles por las calles. Así mismo, se reportaron un sobrecosto de ciertos productos sanitarios, como el alcohol en gel y el tapabocas; igualmente en ciertos lugares de la capital se produjeron las "compras de pánico", debido a la psicosis causada por la cuarentena, aunque las autoridades luego manifestaron que no existirían problemas de abastecimiento y que los supermercados trabajarían normalmente, tomándose ciertas medidas de prevención.

### Cuarentena total

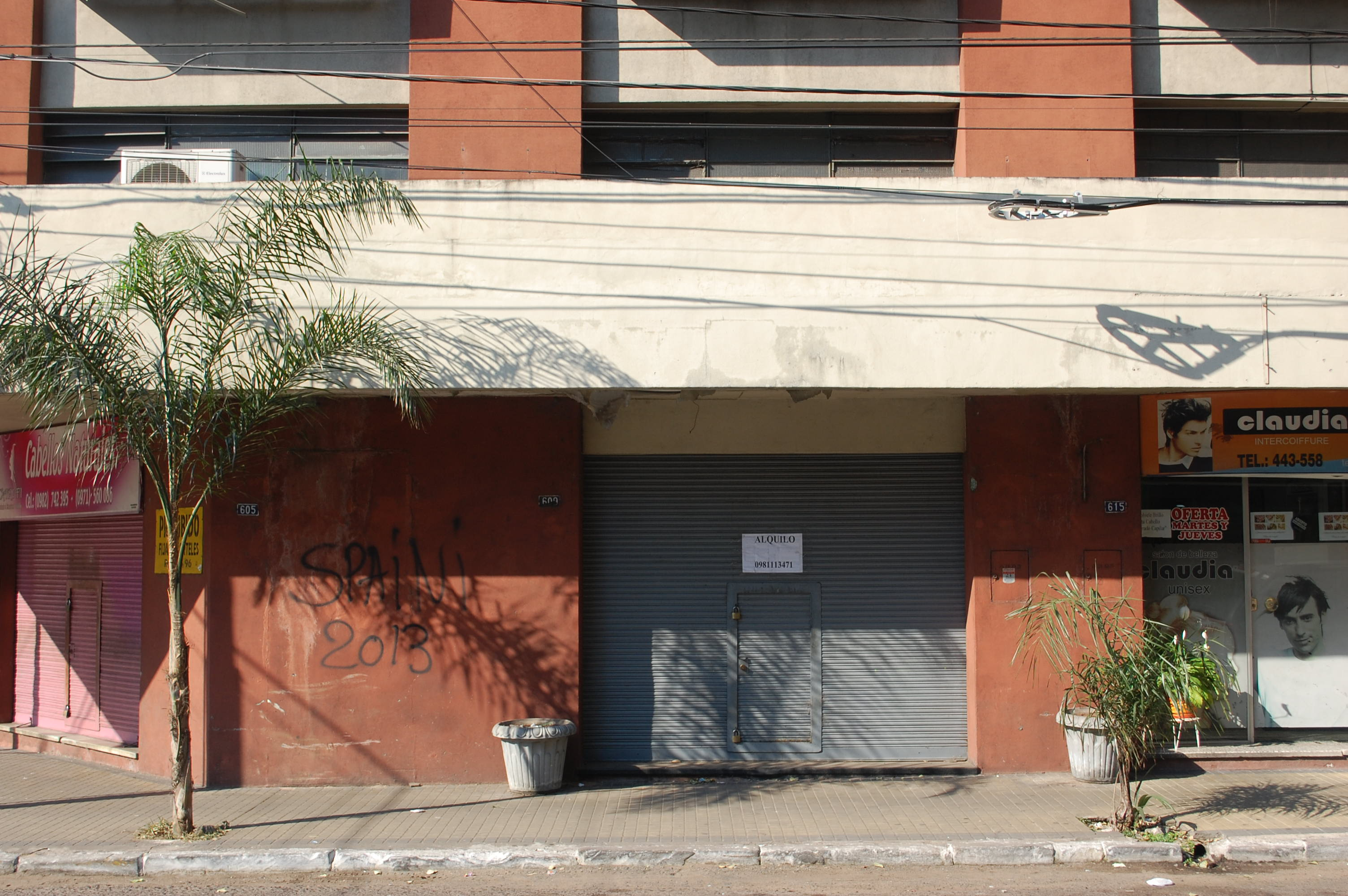
Locales comerciales cerrados, y escasa circulación en la capital paraguaya durante la cuarentena "total".

Debido a la confirmación de transmisión comunitaria en el país el 20 de marzo de 2020, al igual que la confirmación del primer fallecido por la enfermedad, el Gobierno endureció las medidas sanitarias, decretando oficialmente —según decreto Nº3478/2020— una cuarentena total, denominado oficialmente Aislamiento Preventivo General, extendiéndose en principio hasta el 12 de abril de 2020, pero que llegó a prorrogarse varias veces en abril, extendiéndose finalmente hasta el 3 de mayo de 2020.
En este periodo, la libre circulación quedó restringida totalmente, a excepción de casos de necesidad o urgencia (adquirir alimentos, medicamentos, etc.), así como la de trabajadores exceptuados como los de servicios básicos (supermercados, farmacias, estaciones de servicio, entre otros) y de salud. El transporte público de larga distancia estuvo suspendido en este periodo; así mismo la circulación interdepartamental estuvo restringida debido a las "barreras" sanitarias.
Las restricciones, además de la suspensión de las clases y de eventos de distinta índole, también incluyeron el cierre de tiendas no esenciales, como bares, restaurantes, discotecas, cines, shoppings, fábricas, oficinas, negocios comerciales e inclusive vendedores ambulantes/informales, etc. Debido a esto, la mayoría de los habitantes —todos aquellos cuyos trabajos no estén dentro de las excepciones por ley—, debieron permanecer en sus hogares, sintiéndose en la economía nacional sus efectos. Así mismo, hubo muchos arrestos e imputados por personas que no acataron la cuarentena y/o no justificaron su circulación debidamente según establece el decreto.
Posteriormente se da el cierre de fronteras terrestres y aeropuertos, exceptuando el paso de carga y mercaderías. Sin embargo, desde finales de marzo, el Gobierno Nacional empezó a enviar a los repatriados (paraguayos provenientes del extranjero) a albergues, que son aislamientos supervisados (como recintos militares, polideportivos, casonas, etc.) designados y costeados por el Estado. Los repatriados realizan una cuarentena obligatoria mínima de 14 días, que puede extenderse en el caso de que requiera. Así mismo, tienen la alternativa de realizar su cuarentena en ciertos hoteles o hospedajes (llamados Hotel Salud) en el caso de que pudiesen costearlo.
La cuarentena total tuvo buenos resultados epidemiológicos, con apenas 10 fallecidos y poco más de 400 casos positivos hasta principios de mayo; sin embargo, las consecuencias económicas fueron catastróficas. Solo en abril de 2020, la caída de la economía llegó a -12,2%. El Ministerio de Trabajo, Empleo y Seguridad Social de Paraguay reportó más de 100 000 empleados formales suspendidos, cifra récord. Igualmente, el desempleo alcanzó números históricos, con más de medio millón de personas desempleadas y miles de empresas en quiebra.

### Curva contenida: flexibilización de medidas
El 4 de mayo de 2020, empezó a regir la Cuarentena 'Inteligente', que vendría siendo oficialmente el Plan de Levantamiento Gradual del Aislamiento Preventivo General, con la apertura de ciertos sectores económicos bajo estrictas medidas sanitarias, divididas en cuatro fases, aunque se trate solo de una apertura a nivel "nacional". Durante las primeras fases, la circulación y actividad económica seguía aún muy restringida, con alrededor de la mitad de los sectores económicos funcionando, muchos de ellos a 'medias'.
Tanto la Fase 1 como la Fase 2 de la Cuarentena "Inteligente" permitía únicamente la libre circulación entre las 05:00 hasta las 21:00 y algunos comercios habilitados, mas no todavía bares, restaurantes, gimnasios, entre otras restricciones. Los controles seguían siendo rigurosos como lo era en la cuarentena total, especialmente en los locales comerciales y en las calles por las noches. Los locales comerciales empezaron a instalar mecanismos para la higienización de manos (lavamanos: agua, jabón, alcohol en gel), control de temperatura, alfombra desinfectante, uso obligatorio de tapaboca, el evitar las aglomeraciones, tomando la distancia recomendada (dos metros entre cada persona).
Debido a las primeras medidas tomadas, junto a la cuarentena total (confinamiento) instaurado por el Gobierno Nacional en marzo de 2020, y el posterior levantamiento progresivo de la cuarentena desde mayo de 2020, el país mantuvo la curva de contagios bajo control por varios meses, con pequeños picos de brotes a principios del mes de mayo de 2020 (en albergues) y a finales del mes de junio de 2020 (en la cárcel de Ciudad del Este), que fueron controlados. También se detectó un pequeño brote que causó el retroceso a cuarentena total en la localidad de San Roque, en el departamento de Paraguarí, así como el aumento de casos en el departamento de Paraguarí y el departamento de Concepción, por lo que estos dos últimos departamentos se estancaron un mes en la Fase 2 de la Cuarentena Inteligente.
Durante todo este periodo (entre marzo de 2020 y hasta finales de junio de 2020), Paraguay llegó a ser considerado uno de los mejores países en cuanto al control del avance de la pandemia, debido a que la tasa de positividad del COVID-19 en el país era baja y estaba bajo control, ya que la mayoría de los casos confirmados provenían de los albergues, que eran en su mayoría casos importados (del extranjero).
Sin embargo, todo cambiaría luego de esa fecha, puesto que los casos comunitarios superaron a los importados y se produjo el aumento repentino de la curva de contagios.

### Primera ola: Ascenso de la curva de contagios

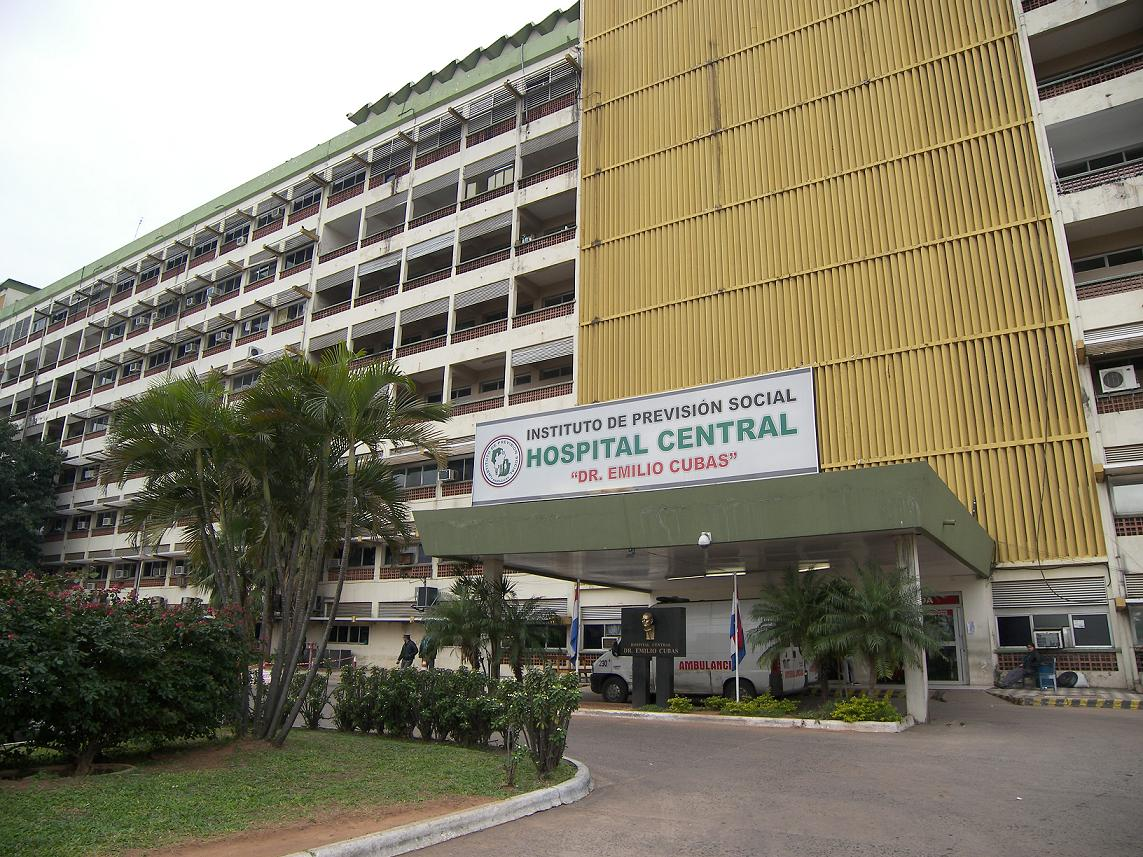
El Ministerio de Salud Pública de Paraguay tuvo que derivar pacientes a sanatorios privados -en medio de un acuerdo realizado-, debido a la falta de camas en el sistema público de salud.

El infectólogo Tomás Mateo Balmelli manifestó que el 1 de julio de 2020 inició la "curva" de contagios —15 días después de la apertura de la Fase 3 de la Cuarentena Inteligente—, una fase que permitía mayores libertades tanto en lo económico como en lo social. Este aumento sostenido fue producto del avance en las fases de la cuarentena inteligente, así como el relajamiento y cansancio por parte de la población en las medidas de prevención, y las sucesivas protestas producto del descontento popular por la crisis económica generada. Así mismo, la cantidad de "sin nexo" fue en aumento debido a la pérdida de trazabilidad de contactos, puesto que la gente, muchas veces por temor a ser denunciado, no era sincero al contar donde se contagiaban.
El 1 de julio de 2020 —casi cuatro meses luego del primer caso—, la cantidad de casos confirmados en el país ascendía a 2260 y apenas 19 fallecidos, con una tasa de positividad por debajo del 5% (lo recomendado por la OMS). La cantidad de casos semanales de entonces no llegaban a los 500 confirmados. Mientras que para el 1 de septiembre de 2020 —apenas dos meses luego del "inicio" de contagios—, los casos confirmados ya ascendían a 18 338 y 348 fallecidos, con una tasa de positividad cercana al 30%, en su mayoría de Alto Paraná y Gran Asunción. La cantidad de casos semanales ya superaban los 5000 confirmados, esto era diez veces más que en julio. Debido al ascenso de casos en estas dos últimas zonas, no pudieron avanzar a la última fase de la Cuarentena Inteligente (fase 4), a comparación del resto del país que sí lo hizo el 20 de julio.
La primera zona afectada por el ascenso repentino de casos confirmados fue el departamento de Alto Paraná, convirtiéndose este en el "epicentro" de la enfermedad en el país durante los meses de julio y agosto de 2020. A finales de julio de 2020, el departamento de Alto Paraná volvió a cuarentena semi-total debido a la elevada ocupación de su sistema sanitario. Debido a la poca capacidad de testeo en esta zona del país y a la falta de un laboratorio biomolecular habilitado para realizar las pruebas en su momento, se estima que las cifras reales (de casos) eran diez veces mayores a las cifras oficiales.
El próximo epicentro de la enfermedad pasó a ser la zona del Gran Asunción, (la ciudad de Asunción y el departamento Central), el área con mayor cantidad de habitantes del país. En Gran Asunción no se tomaron medidas más restrictivas como las impuestas en su momento en el Alto Paraná, debido a que el sistema de salud aún podía responder, pero sí se llegó a implementar la "Cuarentena Social" en agosto de 2020 (Fase 3 con más restricciones, como la suspensión de viajes de larga distancia los fines de semana, restricción de venta de bebidas alcohólicas y una especie de toque de queda desde las 20:00 hs hasta las 05:00 hs).
Por otra parte, entre agosto y septiembre de 2020, los brotes comunitarios en el interior del país se volvieron más frecuentes, así como el aumento sostenido de internados y fallecidos a nivel nacional. Parte del Chaco (el departamento de Boquerón y el distrito de Carmelo Peralta en el departamento de Alto Paraguay), así como los departamentos de Caaguazú y Concepción tuvieron que retroceder de fases (de la Cuarentena) debido al aumento de casos.

### Primera ola: Meseta de contagios y "nueva" normalidad

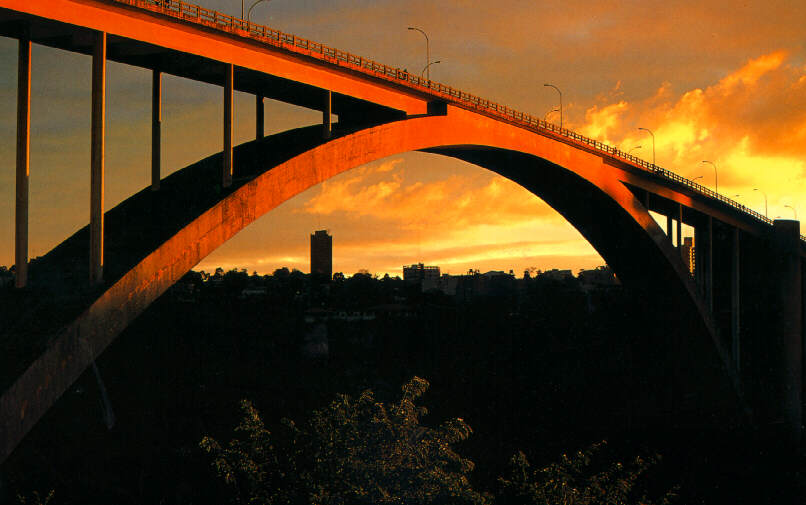
El Puente de la Amistad -frontera con Brasil- fue reabierta en octubre, luego de siete meses de estar cerrada.

Según lo anunciado el 2 de octubre de 2020 por el ministro de Salud, se deja atrás las fases de la Cuarentena en todo el país, para avanzar a una especie de nueva normalidad conocida como el "modo covid de vivir", liberando la mayor parte de las actividades pero manteniendo los cuidados sanitarios. Esto es debido a la "meseta" de casos alcanzada y la desaceleración en el nivel de contagios desde las últimas semanas de septiembre, aunque la tasa de positividad siga bastante elevada, cercana al 25%. Eventualmente se podría plantear excepciones puntuales por zonas o por algún sector económico particular, si las circunstancias lo requieran.
Desde el 5 de octubre de 2020, en toda la República del Paraguay, se permitirá la circulación interdepartamental sin restricciones, la apertura internacional (de fronteras), y la libre circulación todos los días entre las 05:00 hs y las 00:00 hs. Se permite el funcionamiento de hotelería, y eventos tanto sociales como culturales, con una restricción de hasta 50 personas en principio, entre otros. Se autorizan los vuelos internacionales (vuelos burbujas en su primera fase), y la apertura de fronteras, primeramente con el Brasil, bajo protocolo sanitario.
Desde el 15 de octubre de 2020 se dispone la apertura de fronteras terrestres con el Brasil. Así mismo, desde el 21 de octubre de 2020 se dispone la apertura de aeropuertos internacionales con vuelos comerciales, con el requisito de tener test negativo de COVID-19 dentro de las últimas 72 horas. Aquellos pasajeros que superen los 7 días de estadía deben cumplir cuarentena obligatoria. Desde el 16 de noviembre de 2020, se autorizan eventos sociales hasta 75 personas, así como eventos infantiles, y deportes colectivos (fútbol, básquetball, etc.). En diciembre, los eventos sociales fueron ampliados a 100 personas. Durante las noches de Navidad y año nuevo, se pudieron circular de 05:00 a 01:00.
A finales de octubre de 2020, se experimentó un descenso de casos confirmados de COVID-19, pasando de los más de 5 000 casos semanales durante el pico (meseta) hasta por debajo de los 3 000 casos semanales. Sin embargo, un mes de continuo descenso, hacia finales de noviembre y principios de diciembre de 2020 los casos vuelven a aumentar, alcanzando nuevamente el promedio de casos durante el pico entre septiembre y octubre de 2020, por lo que el Gobierno Nacional vuelve a aplicar algunas restricciones. Según lo manifestado por el director de la Vigilancia de Salud, la pandemia en el Paraguay continúa aún en una "meseta" y lo más probable es que continúe así lo que resta del 2020 e inclusive principios del año 2021.

### Inicio de vacunación y segunda ola de contagios

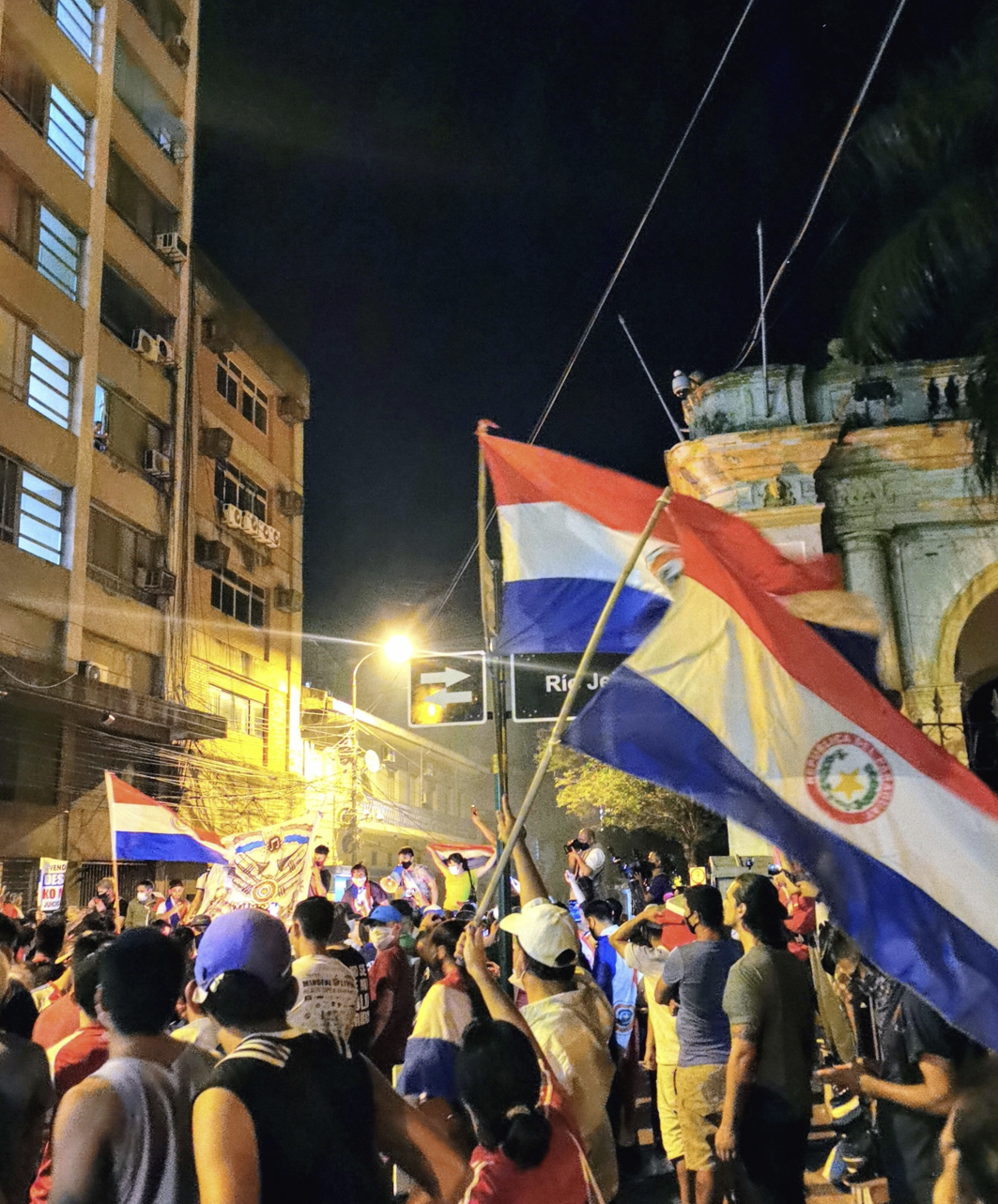
El "Marzo Paraguayo" del 2021, estallado debido al colapso sanitario y económico por el mal manejo del Estado durante la pandemia de COVID-19.

A finales de febrero de 2021, se observó un aumento en la curva de contagios, luego de una meseta de varios meses, superándose los mil contagios diarios en promedio, producto de la proliferación de eventos sociales clandestinos, y a la cantidad de turistas, que viajaban tanto dentro como fuera del país, especialmente del Brasil.
Este aumento desmedido de contagios, provocó una nueva saturación en el sistema público de salud, al punto que se tuvo que suspender las cirugías de emergencia y los médicos deben elegir quien tiene más probabilidad de vivir para ocupar una cama UTI. En este escenario, escasearon las camas, insumos, medicamentos, así como el retraso en la adquisición de vacunas para COVID-19, lo que conllevó a masivas protestas y disturbios en todo el país, conocido como el Marzo Paraguayo de 2021, terminando en la renuncia y remoción de varios ministros, entre ellos el ministro de Salud Julio Mazzoleni.
Por otra parte, el 18 de febrero de 2021, llegan las primeras dosis de Vacunas antiCOVID-19 en el Paraguay, compuestas por 4 000 dosis de la Vacuna Sputnik V, en principio, destinados a personal de blanco. La vacunación inició el 22 de febrero de 2021, en los principales centros de salud del país. Paraguay se encuentra muy rezagado en cuanto a la aplicación de vacunas, a comparación de sus países vecinos.
En el mes de marzo de 2021, se superan por primera vez en la pandemia, los mil internados en total. Para junio de 2021 (pico de la segunda ola) se superaron los 4000 hospitalizados en total, más de 600 de ellos internados en terapia intensiva. Los casos semanales se triplicaron prácticamente, pasando de una meseta de poco más de 5 000 casos semanales en promedio en los últimos meses, a más de 15 000 casos semanales para abril de 2021. Este aumento desmedido de casos se cree que es por la circulación de la variante o cepa brasileña del virus, conocida como P.1., que es más contagiosa. A finales de abril, se superaron los 100 muertos diarios por COVID-19. A finales de mayo de 2021, Paraguay pasa a ser el país con mayor cantidad de nuevas muertes en los últimos 7 días por millón de habitantes del mundo, por COVID-19.
Desde el 18 de marzo al 26 de marzo de 2021, ha regido nuevas restricciones en 24 ciudades bajo "alerta roja". Las ciudades bajo alerta roja solo pueden circular entre las 05:00 y 20:00 hs; así mismo las clases presenciales son suspendidas, al igual que deportes de contacto. Las restricciones se ampliaron a nivel país a vísperas de Semana Santa (27 de marzo al 4 de abril), y las medidas impuestas han sido similares a la cuarentena total, en que se permitió únicamente el movimiento mínimo e indispensable, así como únicamente servicios esenciales. Entre el 27 de abril y el 10 de mayo se volvió a aplicar restricciones especiales a las ciudades en zona roja.

### Relajamiento de restricciones y actualidad
Desde julio de 2021 se empezó a experimentar un descenso de casos y fallecidos por COVID-19, lo que dio lugar a mayores flexibilizaciones en la cuarentena decretada por el Gobierno Nacional. Desde el 25 de agosto de 2021, se extiende el horario de circulación de 05:00 a 02:00 hs. en todo el país, además de autorizarse eventos de hasta 200 personas en espacios cerrados y 350 en espacios abiertos. Se permiten los espacios bailables y barras al aire libre. Las escuelas pasan a ser mayormente presenciales bajo protocolos. Se autoriza la presencia de público en los estadios (hasta 20% en principio). Se habilitan la práctica de deportes colectivos sin límite de integrantes.
Desde el 13 de octubre de 2021, finaliza oficialmente el toque de queda (restricción horaria a la circulación) que empezó a regir desde marzo de 2020. La circulación ya está permitida durante las veinticuatro horas del día. Se autoriza la apertura de fronteras terrestres con la República Argentina desde el 19 de octubre de 2021, bajo protocolos., inicialmente en la frontera Encarnación-Posadas.
En enero de 2022 se baten récords de casos de COVID-19 debido a la variante ómicron, sin embargo los números de fallecidos y hospitalizados se han mantenido relativamente estables, debido a los niveles de vacunación en la población. Tampoco se han aplicado mayores restricciones (cuarentena).
El 23 de febrero de 2022 se levantan todas las restricciones ante la Pandemia de COVID-19, dejando solamente como recomendación las anteriores medidas. Aún se exigirá el uso de tapabocas y el certificado de vacunación en ciertos casos.

Número de casos (azul) y número de fallecidos (rojo) en una escala logarítmica.

## Estadísticas

### Gráficos

#### Progresión quincenal de los casos según departamento
Desde el inicio de la curva de contagios en el país (finales de junio aproximadamente), el departamento de Alto Paraná lideró en cuanto a número de casos positivos de COVID-19 y pasó a ser "epicentro" de la enfermedad en el país hasta finales de agosto, cuando fue superado por el departamento Central—convirtiéndose en el departamento con más casos hasta la actualidad—. Hacia mediados de septiembre, Asunción supera a Alto Paraná y se convierte en la segunda jurisdicción con más casos detrás de Central, relegando a Alto Paraná en tercer lugar en cuanto a cantidad de casos confirmados de coronavirus. 
Por otra parte, Caaguazú se encontraba situado en el cuarto lugar durante prácticamente todo el 2020 y principios de 2021, hasta que fue superado por Itapúa a finales de febrero de 2021. A finales de junio de 2021, Itapúa supera a Alto Paraná y se sitúa en el tercer lugar con más casos confirmados.

### Casos por departamentos
Obs.:Datos actualizados al 27 de marzo de 2022.-
Fuentes: Reporte COVID-19 MSPBS (Reportes Diarios) y DGVS Paraguay COVID-19 (Boletines Semanales). Las cifras pueden estar sujetas a variación, según revisiones periódicas por parte del MSPBS y las demás regiones sanitarias del país.
| Departamentos               | Casos Confirmados | Muertos | Población (est.2020) |
| --------------------------- | ----------------- | ------- | -------------------- |
| Central                     | 249 835           | 6 641   | 2 201 109            |
| Asunción (distrito capital) | 143 439           | 2 651   | 521 559              |
| Itapúa                      | 43 042            | 1 363   | 616 565              |
| Alto Paraná                 | 38 585            | 1 954   | 830 943              |
| Caaguazú                    | 25 450            | 1 065   | 563 803              |
| Cordillera                  | 22 622            | 778     | 311 273              |
| Paraguarí                   | 18 691            | 641     | 258 957              |
| Guairá                      | 16 717            | 613     | 227 747              |
| San Pedro                   | 14 206            | 653     | 435 126              |
| Misiones                    | 13 581            | 337     | 148 130              |
| Concepción                  | 13 040            | 438     | 254 976              |
| Caazapá                     | 10 246            | 278     | 192 031              |
| Amambay                     | 9 632             | 352     | 172 169              |
| Canindeyú                   | 8 630             | 234     | 234 978              |
| Presidente Hayes            | 7 602             | 309     | 49 956               |
| Ñeembucú                    | 7 240             | 205     | 90 287               |
| Boquerón                    | 3 901             | 121     | 69 836               |
| Alto Paraguay               | 1 102             | 31      | 18 231               |

### Porcentaje de casos y muertos por edad y sexo
| Edad  | Casos confirmados (en %) | Muertos (en %) |
| ----- | ------------------------ | -------------- |
| 0-9   | 2%                       | <1%            |
| 10-19 | 6%                       | <1%            |
| 20-29 | 26%                      | 1%             |
| 30-39 | 27%                      | 4%             |
| 40-49 | 16%                      | 9%             |
| 50-59 | 12%                      | 16%            |
| 60-69 | 7%                       | 27%            |
| 70-79 | 3%                       | 25%            |
| 80+   | 2%                       | 18%            |

| Sexo      | Casos confirmados (en %) | Muertos (en %) |
| --------- | ------------------------ | -------------- |
| Masculino | 48%                      | 59%            |
| Femenino  | 52%                      | 41%            |

### Incidencia
Según varios estudios de seroprevalencia (test de anticuerpos) publicados provisionalmente en enero de 2021, realizados por el Ministerio de Salud Pública y Bienestar Social durante los últimos meses del año 2020 y principios del año 2021 para estimar la cantidad real de infectados por COVID-19 en varios puntos del país, dan cuenta que en Ciudad del Este (Alto Paraná) al menos el 30% de la población ya contrajo el COVID-19, equivalentes a más de 80.000 infectados, esto es diez veces la cifra oficial registrada. 
El exceso de mortalidad en Alto Paraná también se hizo presente, duplicándose los fallecidos mensuales —por cualquier causa— durante el 2020, pasando de los 200 fallecidos por mes en promedio en años anteriores, a cerca de 400 para el 2020. Se cree que varias muertes por COVID-19 no fueron registradas debido a la falta de testeo en su momento. Igualmente el 30% de la población ya habría contraído el virus en Asunción, equivalentes a más de 150.000 infectados, al menos cinco veces la cifra oficial registrada.
Según un informe de la DGVS, en el año 2020 se registró un 12,5% de Exceso de mortalidad a nivel nacional, equivalentes a unas 4 000 muertes más en 2020 que en otros años en promedio. En promedio se han registrado cerca de 30 000 defunciones al año (datos de años 2017, 2018 y 2019), mientras que en 2020 se registró cerca de 34 000 defunciones. Desde agosto de 2020 ha crecido el aumento de muertes semanalmente, siendo notablemente superior en el Alto Paraná y Central. Según el IHME, las cifras de defunciones reales son superiores a las registradas por el MSPBS; por ejemplo, a principios de mayo se había registrado oficialmente 6 900 defunciones por COVID-19, pero según la estimación real, esa cifra rondaría los 9 900 para esa fecha, en base al bajo número de pruebas realizadas y a la alta tasa de mortalidad registrada.

## Vacunación
La vacunación contra la COVID-19 en Paraguay es la estrategia nacional de vacunación que ha iniciado el 22 de febrero de 2021, con el fin de inmunizar contra la COVID-19 a la población del país, en el marco de un esfuerzo mundial para combatir la pandemia de COVID-19.
El 30 de diciembre de 2020, el entonces Ministro de Salud Pública y Bienestar Social, Julio Mazzoleni, presentó el Plan Nacional de Vacunación contra el COVID-19. El plan será dividido en tres fases, iniciando con los trabajadores de blanco y personas mayores, para luego seguir con las personas con enfermedades de base, trabajadores esenciales y así sucesivamente.
El 18 de febrero de 2021, llegaron las primeras dosis de Vacunas antiCOVID-19 en el Paraguay, compuestas por 4 000 dosis de la vacuna Sputnik V, en principio, destinados a personal de blanco. La vacunación inició el 22 de febrero de 2021, en el Hospital Materno Infantil Santísima Trinidad de Asunción, el Hospital Nacional de Itauguá, el Hospital Regional de Encarnación y el Hospital Regional de Ciudad del Este, para luego seguir en los demás principales centros de salud del país.
Hasta junio de 2021, el Gobierno de Paraguay ha acordado adquirir 4,28 millones de dosis de vacunas del mecanismo COVAX; así como otras 6 millones de dosis producto de compras directas a distintos laboratorios —fuera del mecanismo COVAX—, totalizando poco más de 10 millones de dosis solo en compras, suficiente para inmunizar a poco más de la mitad de la población paraguaya, en base a dos dosis por persona —dependiendo de la vacuna a ser adquirida—.

## Paraguayos en el extranjero con COVID-19
| País de residencia | Paraguayos residiendo en el extranjero (abril de 2020) | Paraguayos residiendo en el extranjero (abril de 2020) | Paraguayos residiendo en el extranjero (abril de 2020) |
| País de residencia | Casos confirmados                                      | Muertos                                                | Referencias                                            |
| ------------------ | ------------------------------------------------------ | ------------------------------------------------------ | ------------------------------------------------------ |
| Estados Unidos     | 117                                                    | 15                                                     | [ 95 ]                                                 |
| España             | 33                                                     | 5                                                      | [ 96 ] [ 97 ]                                          |
| Francia            | 14                                                     | Sin info.                                              | [ 96 ]                                                 |
| Italia             | Sin info.                                              | 1                                                      | [ 98 ]                                                 |

## Impactos

### Económico

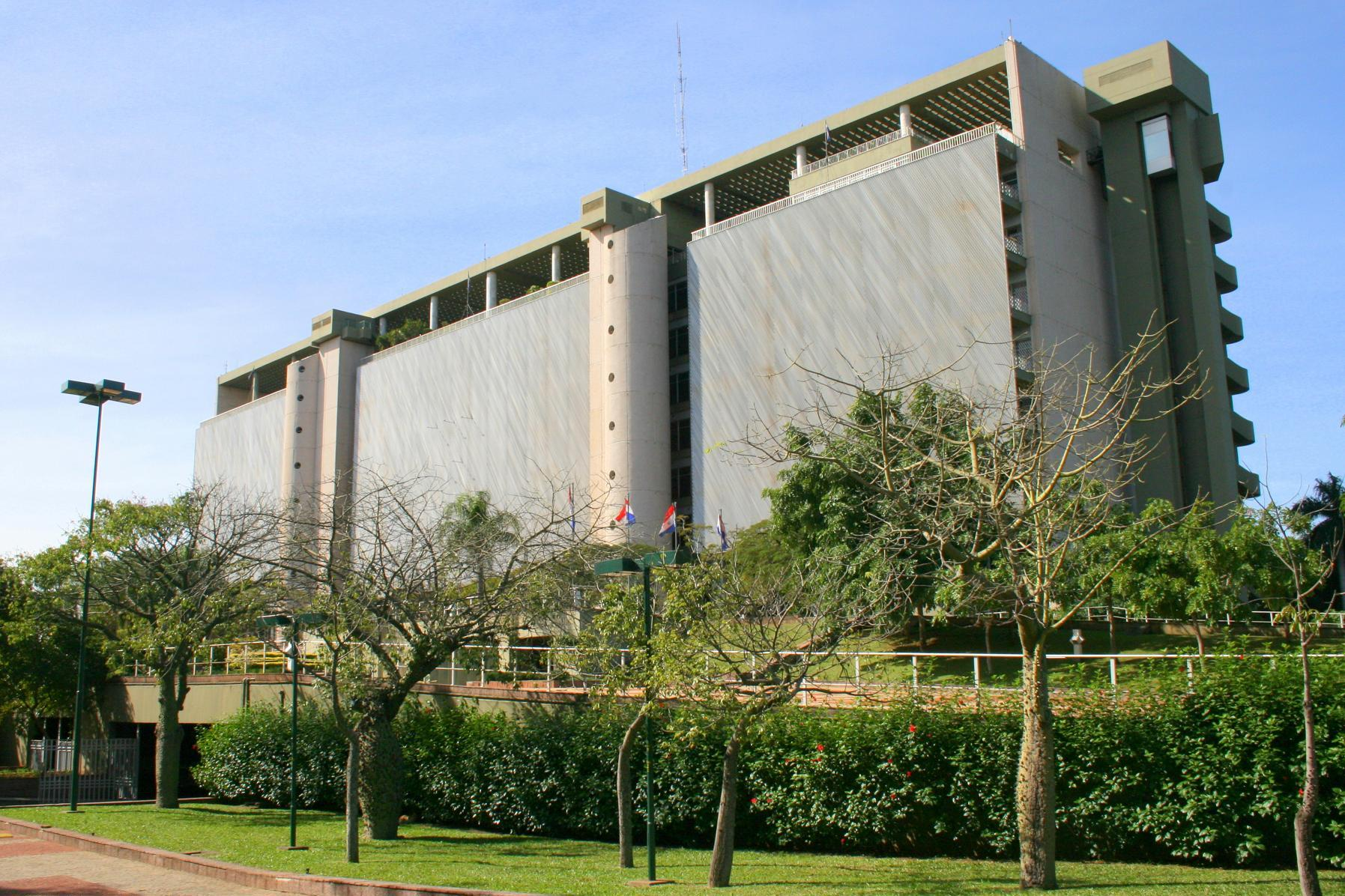
El Banco Central del Paraguay registró una caída del PIB en -1% para 2020, arrastrando una recesión económica desde 2019. Por otro lado, más de 260 000 personas se volvieron pobres en 2020.

La crisis económica causada por la pandemia es una de las principales preocupaciones a nivel global, lo que hoy día se conoce ya como el 'Gran Confinamiento'. En el Paraguay también la crisis se hace sentir, afectando especialmente a los trabajadores informales, quienes ganaban al día su sustento; así como comerciantes y trabajadores del sector privado.
Antes de la pandemia, el Banco Central del Paraguay, así como otros organismos internacionales prevían un 4% de crecimiento económico para el año 2020 para el Paraguay. El mismo organismo registró finalmente una recesión económica de -1% (casi cinco puntos porcentuales menos de lo proyectado antes de la pandemia). Por otro lado, el FMI (en su informe de octubre de 2020) ha pronosticado un -4 % de recesión para el Paraguay. Si bien, Paraguay ha sido uno de los países con menor caída de la economía en la región, de igual manera será la peor crisis en décadas para el país, arrastrando así una crisis iniciada ya el año pasado, cuando en el 2019 se registró apenas el 0,2% de crecimiento económico, una de las más bajas de la última década. El sector de agricultura y construcción amortiguaron la caída del PIB, que estaba prevista en -3% a mediados del 2020; sin embargo la mayoría de los demás sectores en que se dedica la población, como los sectores gastronómicos, de entretenimiento, eventos, turístico, hotelero, transporte, empresas, comerciales formales e informales registraron pérdidas incalculables históricas. Más de 260 000 personas se volvieron pobres durante la pandemia en el año 2020, así como se registraron cerca de un millón de desempleados y miles de empresas quebradas.
Muchas empresas, locales comerciales e industrias del sector privado se encuentran debilitados debido al paro generalizado, a ciertas limitaciones y restricciones, que conlleva a la falta de ingresos, con el cumplimiento de sus compromisos pendientes como el pago de salarios, deudas, entre otros. De hecho, muchas empresas y PYMEs paraguayos, tuvieron que recurrir al Ministerio de Justicia y Trabajo para suspender temporalmente o despedir a sus trabajadores, e inclusive algunos cerraron definitivamente sus empresas, causando un impacto en la economía nacional.
Así mismo el cierre de fronteras condicionó mucho a las ciudades fronterizas, puesto que gran parte de sus habitantes viven del comercio fronterizo. El transporte público (urbano y de larga distancia) se encuentra limitado e inclusive suspendido en muchas zonas del país. El sector del turismo, del entretenimiento y gastronómico, entre otros sectores, también se ven muy afectados debido a las limitaciones que probablemente afecte lo que reste de la pandemia, debido a las medidas de distanciamiento social a aplicarse al flexibilizarse la cuarentena. Con la cuarentena inteligente, se acentuó la crisis económica debido a que los sectores comerciales que re-abrieron se encontraron con la escasez de clientes debido a la falta de circulante (dinero) producto de la cuarentena total; así mismo aumentó el desempleo y la cantidad de empresas o comercios que cesaron sus actividades totalmente.
Según el presidente de la Unión Industrial del Paraguay (UIP), hacia finales de abril de 2020 había ya por lo menos 6 000 empresas al borde de la quiebra, y más de 60 000 desempleados producto de la crisis económica producida por los efectos propios de la pandemia y su contención. Para junio de 2020, ya fueron las 20 000 empresas al borde de la quiebra. El 9 de mayo, el Ministerio de Trabajo, Empleo y Seguridad Social (MTESS) registró más de 100 000 empleados formales suspendidos y cerca de 300 000 nuevas personas desempleadas —sólo en pandemia—, totalizando así más de 700 000 personas desempleadas, aunque debido al subregistro por la alta informalidad existente, el número supera ampliamente 1 000 000 personas desempleadas para fines de 2020.
El ministro del Interior Euclides Acevedo advirtió en mayo de 2020, sobre un aumento del desempleo y de conflictos sociales como el aumento de la delincuencia, la desigualdad y la pobreza, debido a la llegada masiva de connacionales que provienen de otros países sin empleo a causa de la crisis económica por la pandemia.

### Cultural (religioso, deportivo, político y otros eventos)

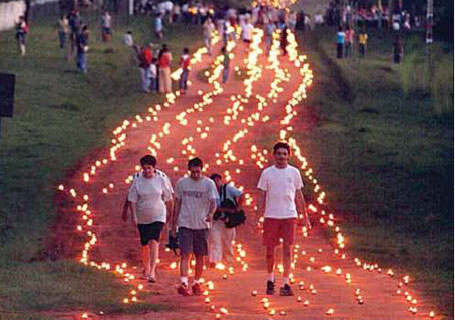
Tañarandy (Misiones), la procesión más importante del país durante la Semana Santa, fue cancelada luego de 28 años.

Las celebraciones religiosas quedaron suspendidas por la prohibición de aglomeración de personas en plena Semana Santa. Muchas de las celebraciones importantes y misas fueron retransmitidas por los distintos medios de comunicación e Internet. La mítica procesión conocida como Tañarandy, realizada en Semana Santa en el Departamento de Misiones, fue suspendida luego de 28 años.
La Asociación Paraguaya de Fútbol (APF) el 10 de marzo de 2020 resolvió que el Torneo Apertura 2020 de la Primera División de Fútbol del Paraguay, así como deportes y eventos relacionados, se jueguen sin público. Tres días después, finalmente el torneo quedó suspendido. Inicialmente se tuvo previsto su regreso el 17 de julio de 2020 (sin público y con estrictas medidas), aunque recién el 22 de julio de 2020 volvieron debido a casos detectados en jugadores de varios clubes. En mayo, la APF lanzó su torneo modalidad E-Sport, para la selección nacional, así como para los clubes de primera división.
Así mismo, eventos masivos y conciertos previstos entre marzo y mayo, como Karol G, Chayanne, Soda Stereo, Kiss y el Asunciónico fueron postergados aún sin fecha determinada. La mayor parte de los internautas, popularizaron la frase "#EpytaNdeRógape" (en guaraní, #QuedateEnCasa), así como medios de comunicación, que a su vez emitieron publicidad y recomendaciones con respecto a tomar las medidas de precaución ante el coronavirus.
En lo que refiere a política, el 30 de marzo de 2020  el Tribunal Superior de Justicia Electoral (TSJE) suspende los plazos electorales establecidos en el Cronograma Electoral para este año por coronavirus, consistentes en las elecciones internas de los Partidos Políticos señaladas en principio para julio de 2020, así como las elecciones Municipales (Intendente y Concejales) del periodo 2020-2025 señaladas en principio para noviembre de 2020. La TSJE solicitó postergar para el año 2021, y fue aprobada el 27 de julio de 2020; quedando finalmente las internas partidarias para junio de 2021 y las elecciones municipales para octubre de 2021, y el próximo mandato municipal solo durará 4 años (2021-2025) en vez de los 5 años que normalmente son. El Congreso de Paraguay empezó a sesionar de manera virtual.
Eventos concurridos como la peregrinación a la Virgen de Caacupé y los Carnavales encarnacenos 2021 fueron suspendidos debido a la pandemia del COVID-19. Según un medio periodístico, la pandemia de la COVID-19 es la peor tragedia civil desde la Tragedia de Ycua Bolaños (2004), debido a la catástrofe sanitaria y económica de los últimos tiempos —con más de 2000 fallecidos en pocos meses, más de 7000 hospitalizados y cientos de miles de desempleados (datos de 2020)—

### Educativo

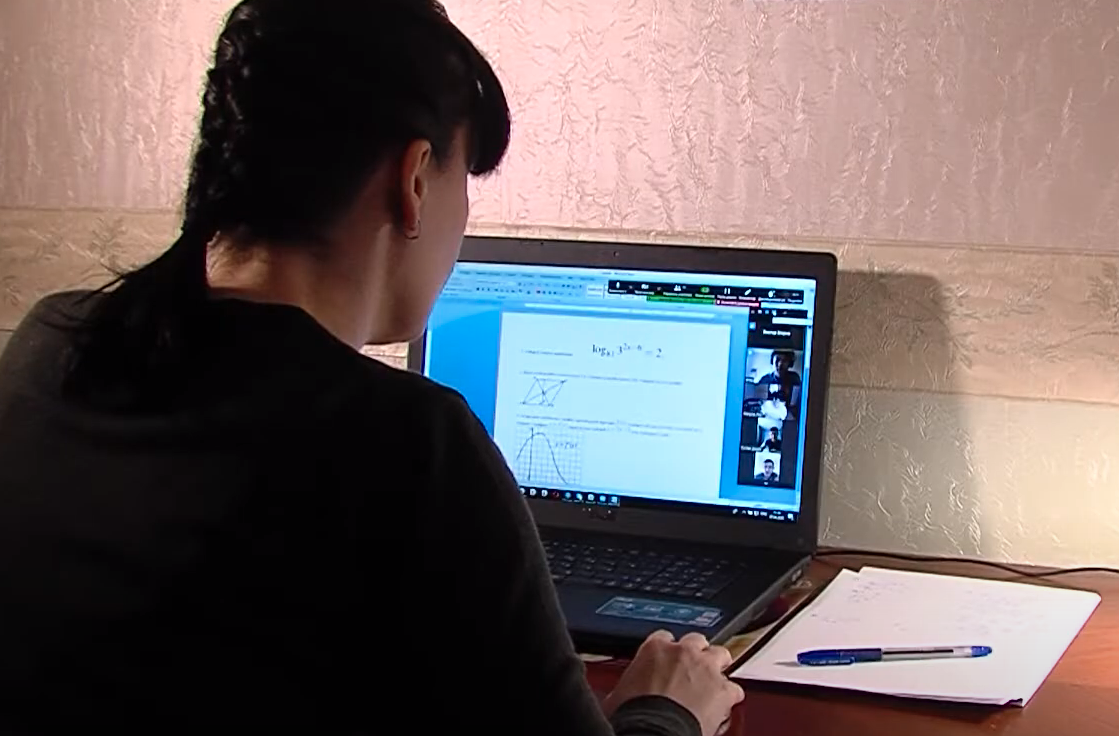
Durante el resto del año 2020 y 2021, las clases educativas pasaron a ser a distancia, bajo la modalidad virtual, lo que acarreó varios problemas tanto a maestros, padres como estudiantes.

Las clases presenciales —tanto escuelas como universidades—, han sido suspendidas desde el inicio de la cuarentena; inclusive en la actualidad (año 2021) muchas instituciones educativas aún no regresaron a clases presenciales. Se realizaron mayormente clases y tareas por medio de plataformas virtuales, a pesar de las dificultades que conlleva (especialmente en la dificultad del costo y acceso a Internet, y de la enseñanza a niños de ciclos primarios). Otras alternativas menores son el desarrollo de ciertas clases por televisión en ciertos horarios; y la entrega de material físico por parte de los docentes a los padres al momento de la distribución de kits de alimentos, en comunidades donde los alumnos (especialmente pequeños) tengan dificultades con las clases a distancia (por Internet).
En abril de 2020, el ministro del Ministerio de Educación y Ciencias (MEC), Eduardo Petta, había referido que el retorno a clases sería lo último que habilitaría el gobierno tras la cuarentena. Varios alumnos de colegios y universidades privadas solicitaron a los entes una exoneración o reducción de las cuotas, debido a la dificultad de pago. Otros protestan por un parón del año lectivo virtual debido a la incertidumbre en cuanto al desarrollo presencial de clases en el año.
El 16 de abril de 2020, el ministro del MEC comunica que las clases presenciales (en escuelas) serán suspendidas prácticamente el resto del año, ratificado posteriormente por el presidente de la República. En cuanto a Universidades, el Consejo Nacional de Educación Superior (CONES) manifestó que podrían volver a las clases presenciales  antes que las escuelas y colegios, para aquellas carreras con materias "prácticas", bajo estrictas medidas. Los colegios técnicos también manifestaron la posibilidad de retornar antes. Muchas instituciones privadas quedaron al borde de la quiebra, dejando sin empleo a más de 10 000 docentes. Al menos 90 jardines de infantes y un colegio técnico ya cerraron hacia principios de mayo de 2020. Más de 23 000 alumnos pasaron de estar en un colegio privado a un colegio público en 2020, debido a la crisis económica que afecta a los padres. Mientras que más de 18 000 alumnos desertaron totalmente de la educación, deserción que no se veía en décadas.
Para la Fase 3 de la Cuarentena Inteligente —que inició en junio de 2020 en gran parte del país—, para la Educación Superior, se permitieron las clases prácticas, de laboratorios, defensas de tesis y exámenes finales únicamente, hasta un número limitado de estudiantes por horario. El Gobierno autorizó en noviembre de 2020 el retorno a las aulas únicamente para los alumnos del último año escolar (tercer año de la media). Se prevé el retorno de las clases presenciales en general y para todos los niveles recién en 2021, atendiendo a la evaluación epidemiológica por zonas. El 2020 ha sido un año educativamente menor comparado a otros años, debido a las falencias en la educación a distancia.
En febrero de 2021, se autorizó a los centros educativos a la realización de clases híbridas o semi-presenciales de manera opcional, en el que se intercalan por días y grupos de alumnos la modalidad virtual y presencial, con los protocolos sanitarios y atendiendo a las zonas de mayor incidencia de coronavirus. Sin embargo, las escuelas públicas en malas condiciones se volvieron un impedimento para muchos alumnos que no pudieron retornar de manera presencial. Con la segunda ola de COVID-19 en 2021, la modalidad híbrida presencial quedó en suspendida en gran parte del país.

### Salud

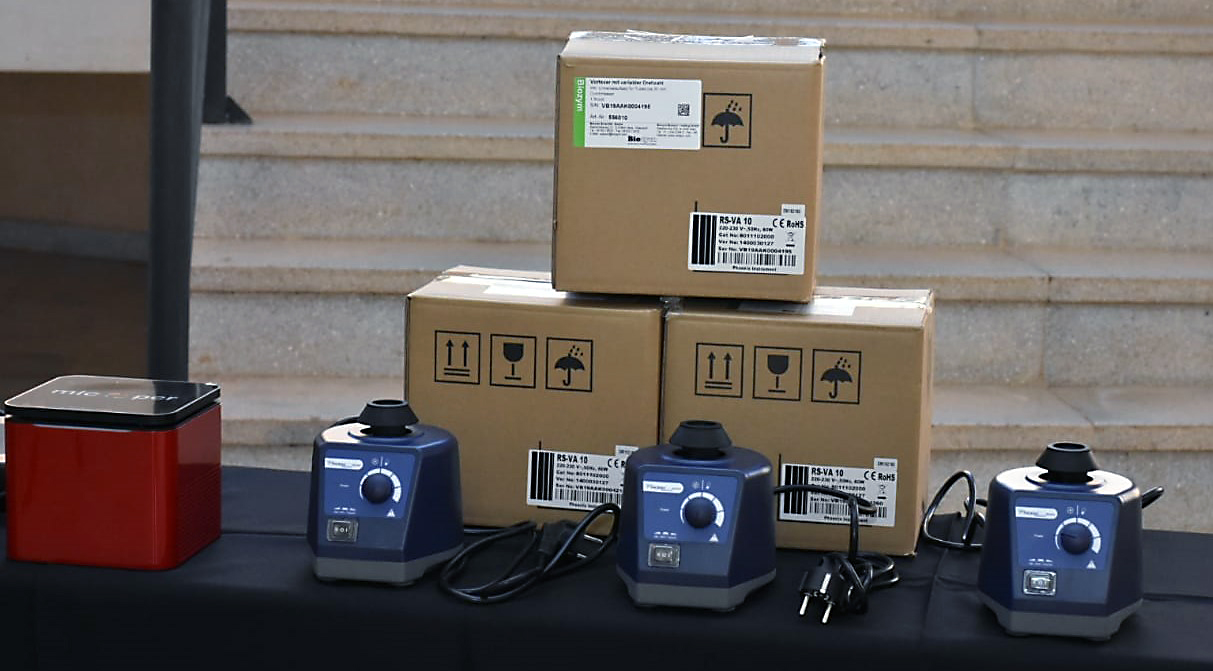
Insumos donados al Paraguay para paliar los efectos sanitarios de la pandemia.

Hasta antes del inicio de la pandemia, Paraguay contaba solamente con 734 camas de terapia intensiva (UCI o UTI) en total —incluyendo sector público y privado—, un promedio de 100 camas por millón de habitantes.  Para agosto de 2021, eran más de 1100 camas UTI (764 del sector público y casi 400 del sector privado).
El sistema sanitario del área metropolitana se encontraba prácticamente colapsado poco antes del inicio de la pandemia, debido a una de las peores epidemia de dengue de los últimos años que afectaba al país. El plan fue liberar y equipar mejor los centros hospitalarios y a los personales de blanco para la pandemia, como el llegar a 1000 camas UTI. En el año 2020, el Ministerio de Salud duplicó prácticamente la cantidad de camas de terapia intensiva (UTI) en el sector público, pasando de 308 camas UTI en marzo de 2020, a 636 camas UTI en diciembre de 2020. En junio de 2021, aumentó a 764 camas UTI.
El 20 de marzo de 2020, el Ministerio de Salud de Paraguay, toma el control total del sistema sanitario nacional público, como el Hospital de Clínicas —dependiente de la Universidad Nacional de Asunción, el Hospital de Policías Rigoberto Caballero, el Hospital Militar, el Instituto de Previsión Social, entre otros; con el fin de una mayor coordinación y operación ante los desafíos que representaba la pandemia.
El Presidente de la República anunció la construcción de dos hospitales de contingencia para tratar a pacientes con coronavirus hacia fines de marzo de 2020; que fue inaugurado un mes después de su construcción. Otros hospitales centinelas y centros de salud de otras partes del país también fueron preparándose y equipándose. Aunque debido al contexto internacional, los planes para el fortalecimiento del sistema sanitario sufrieron retrasos por problemas logísticos para la llegada de los equipos e insumos. Los velatorios estuvieron prohibidos, sin importar la causa de la muerte de una persona, hasta principios de octubre.
A finales de abril de 2020, Salud Pública rechazó insumos médicos provenientes de China por estar defectuosos y no cumplir con las especificaciones técnicas, sumándose así a otros países que denunciaron a este país por haber recibido insumos médicos de dudosa calidad. Esto provocó la renuncia de la directora general de Vigilancia Sanitaria y del director general de Administración y Finanzas. Un mes después, vuelve a ocurrir un incidente similar por irregularidades en la licitación fallida para la compra de insumos médicos chinos, en la que estaban involucradas dos empresas proveedoras, por lo que el ministro de Salud presenta denuncia ante la Fiscalía contra éstas empresas, y a su vez legisladores presentan denuncia contra el Ministerio de Salud.
La cantidad de internados (hospitalizados) por COVID-19 aumentó constantemente desde julio de 2020, pasando de un promedio de 10 hospitalizados entre marzo y junio, a un promedio de 600 hospitalizados durante la primera ola entre septiembre y octubre, y luego a un promedio de 800 hospitalizados durante el rebrote de fines de 2020 y principios de 2021. La cantidad en UTI rondaba entre 140 y 180 pacientes en los últimos meses del año 2020. En junio de 2021, con la segunda ola, se superó los 4000 hospitalizados y los 600 pacientes en UTI, todos estos por COVID-19.
Debido al inminente colapso del sistema público de salud, por decreto No.4010 del 3 de septiembre de 2020, se llegó a un acuerdo entre el sector privado y sector público de salud, en que los sanatorios, hospitales y clínicas privadas podrán prestar sus salas de internación y terapia intensiva, siempre y cuando el Ministerio de Salud —sector público de salud— ya no puedan dar abasto, es decir cuando tengan todas las camas ocupadas en su totalidad. Poco tiempo después de la salida del decreto, el ministerio de Salud traslada a la primera paciente COVID-19 a un hospital privado y se mantuvo relativamente constante su ocupación.
La segunda ola de contagios, que inició en marzo del 2021, ha agravado la situación sanitaria del país. Pues aumentó la ocupación en el sector privado debido a la falta de camas de terapia intensiva del sector público, llegando a cerca del 100% de la capacidad del sector privado contratado por el Ministerio de Salud Pública en cuanto a camas UTI. Cerca de 140 personas se encontraban esperando para ingresar a UTI a finales de marzo de 2021. A través de un amparo constitucional, una Jueza de Pedro Juan Caballero ordenó que una asegurada de IPS con COVID ingrese a terapia intensiva, pero no se pudo cumplir la orden judicial por falta de camas. Otro caso similar ocurrió en San Lorenzo, en que la parte actora por medio de un amparo, solicitó el traslado de su esposa a un hospital público, debido a que la misma se encontraba en una UTI de un sanatorio privado, pero ya se encontraba imposibilitado de pagar lo adeudado, que superaba los Gs. 100 millones.

### Arrestos
El 4 de diciembre de 2020, la Policía Nacional del Paraguay informó que ya ha aprehendido y detenido a más de 9.000 personas desde el 23 de marzo de 2020 por violación a la Ley de cuarentena sanitaria, mientras que los imputados contabilizaban más de 4.000 según el Ministerio Público del Paraguay. La mayoría de éstos provenientes de Asunción y los departamentos de Central, Alto Paraná y Caaguazú. 
Estas detenciones (arrestos) e imputaciones fueron realizadas a personas por circular indebidamente (especialmente de madrugada, durante el toque de queda), por realizar actividades no excepcionadas (p.ej: fiestas clandestinas o sin cumplimiento de protocolos, aglomeraciones, deportes colectivos no autorizados en su momento, etc.) y/o de personas que no pudieron justificar su circulación debidamente según establece el decreto, así como imputados por burlarse y realizar amenazas de contagio mediante redes sociales. Durante los controles preventivos por las calles, se llegaron a realizar la incautación de los vehículos de los detenidos, y hasta algunos de ellos, fueron puestos en prisión preventiva por el Juez penal de Garantías competente. Muchos de los imputados por violar la cuarentena manifestaron "salir de casas por necesidad". A principios de abril, las comisarías estaban ya abarrotadas de personas demoradas producto de la violación de la cuarentena.
A principios de la cuarentena total, el 25 de marzo de 2020, la Fiscalía de Derechos Humanos recibió denuncias sobre supuestos abusos de autoridad policial a aquellas personas que encontraron in-fraganti incumpliendo la cuarentena, obligándolos a hacer ejercicios, "payasitos", inclusive amenazándolos y agrediéndoles físicamente. Varios videos de dichos actos se volvieron virales en redes sociales hasta en el extranjero, recibiendo tanto reacciones positivas como negativas por la población local. El Ministro del Interior —quien en un principio avalaba estas situaciones, y se tomaba con "humor"— terminó advirtiendo con sanciones para aquellos personales policiales que se excedieran en sus funciones.
En el año 2020, se reportaron abusos de autoridad y violencia policial relacionados con la violación de la cuarentena. El 31 de mayo de 2020, causó polémica un caso de brutalidad policial, cuando un hombre al mando de su vehículo junto a su esposa e hijos, desviaron una barrera policial para evitar ser incriminado por violación a la cuarentena, momento en que la policía los persiguió y los empezó a disparar, hiriendo gravemente al hijo de éstos, un menor de apenas seis años. También se ha dado un importante aumento de casos de Violencia doméstica en el país en este año.

### Fronteras

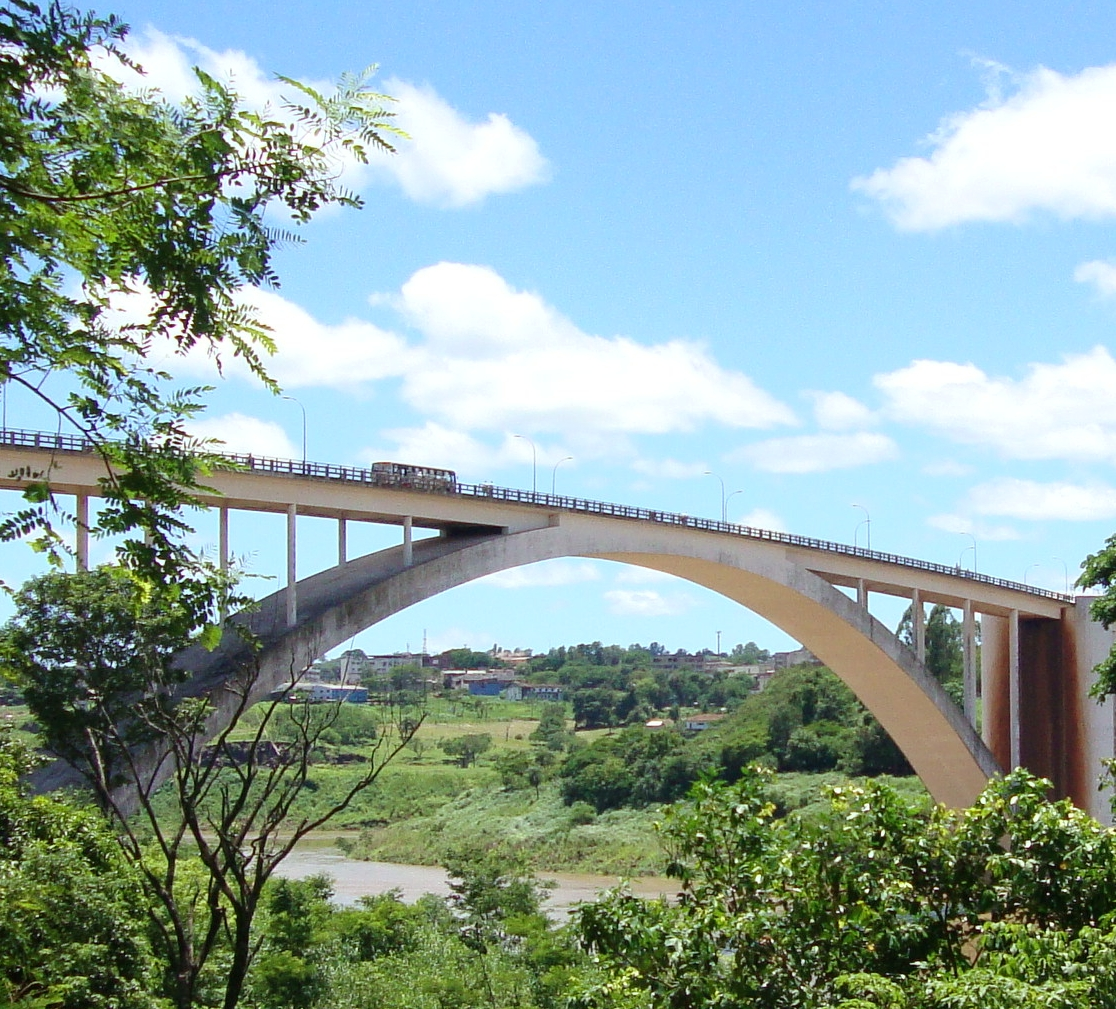
Las fronteras -tanto terrestres, fluviales y aéreas- estuvieron cerradas durante casi siete meses desde el comienzo de la pandemia en el país, afectando las economías de las ciudades fronterizas.

Con el cierre de fronteras en marzo de 2020, estuvo restringido el ingreso/salida de personas del exterior —únicamente de mercaderías y cargas—. En un principio estaba incluso restringido el ingreso de paraguayos repatriados de otros países, aunque luego se flexibilizaron estas medidas. El cierre de fronteras condicionó mucho a las ciudades fronterizas, puesto que gran parte de sus habitantes viven del comercio fronterizo.
El 12 de marzo de 2020, la Dirección Nacional de Aeronáutica (DINAC) comunica que el Gobierno suspende el ingreso de vuelos provenientes de Europa mientras dure la cuarentena decretada. A partir de entonces, todo extranjero o residente que ingrese debe someterse a una cuarentena obligatoria de 14 días. Se procedieron a realizar controles preventivos en los puestos de frontera, aeropuertos y terminales a ómnibus que vienen especialmente del extranjero. El 16 de marzo de 2020, la DINAC restringe el desembarque de extranjeros no residentes en el país, decretando un cierre parcial de Fronteras, solo permitiendo el ingreso para paraguayos.
El 24 de marzo de 2020 el Gobierno Nacional confirma el cierre total de Fronteras, permitiendo únicamente el paso de mercaderías y vuelos de carga. Ni paraguayos podían ingresar al país sin autorización. Únicamente se permitía el ingreso de paraguayos con autorización —por razones humanitarias-, y debían cumplir cuarentena obligatoria en albergues. El 14 de septiembre de 2020 se dan los primeros vuelos no humanitarios en la modalidad "burbuja" con Uruguay, únicamente con motivos laborales y test de COVID-19 negativo, entre otros requisitos.
Sin embargo, pasaron casi siete meses desde el inicio de la cuarentena para que los demás pasos fronterizos estén habilitados desde Paraguay. Con el Brasil, fueron habilitados los puestos fronterizos terrestres de Ciudad del Este, Pedro Juan Caballero y Saltos del Guairá el 15 de octubre de 2020 dando un respiro al comercio fronterizo (sólo tránsito vehicular y horario restringido). Desde el 30 de octubre de 2020 la circulación del Puente de la Amistad es total durante las veinticuatro horas.
Los vuelos internacionales comerciales volvieron el 21 de octubre de 2020 con la habilitación al público de los aeropuertos internacionales. Aquellos pasajeros que superen los 7 días de estadía deben cumplir cuarentena obligatoria. Luego de un año y medio, se autoriza la apertura de fronteras terrestres con la República Argentina desde el 19 de octubre de 2021, bajo protocolos, inicialmente en la frontera Encarnación-Posadas.

### Protestas

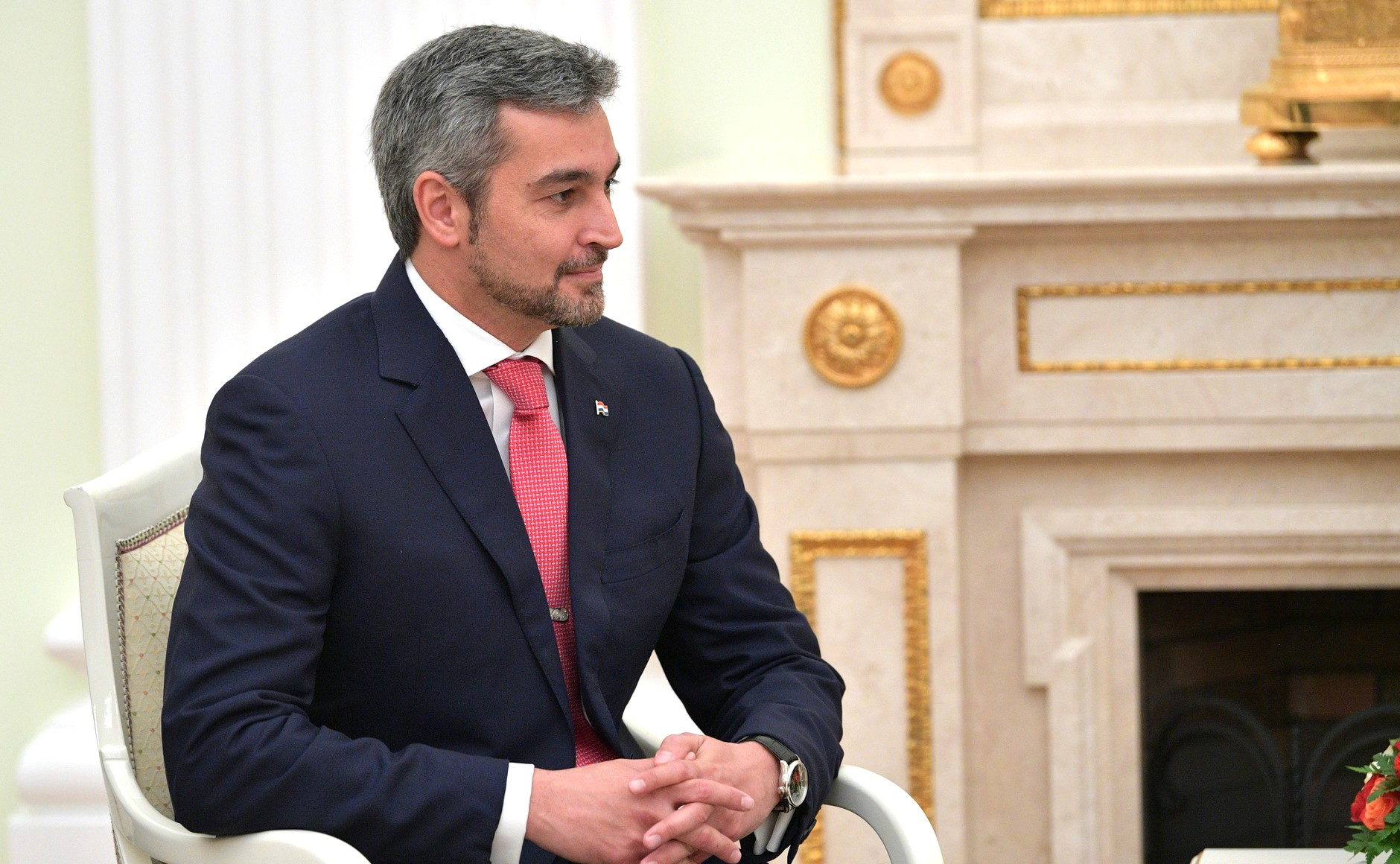
El presidente Mario Abdo Benítez, muy cuestionado por sus políticas económicas y sanitarias ante la pandemia de en los últimos tiempos, además de estar salpicado por hechos de corrupción.

La corrupción combinada con la crisis económica producto de la cuarentena decretada, motivó a la realización de varias manifestaciones, ya sea tanto caravanas de vehículos, así como manifestaciones de grupo de personas y por medio de las redes sociales. Desde principios de junio, en Asunción así como en varios puntos del país, se organizaron caravanas de vehículos en forma de protesta contra la corrupción relacionada con la malversación de los recursos del Estado ante crisis de la pandemia, varios de ellos inclusive transgrediendo el decreto presidencial que hace referencia a la prohibición de aglomeraciones, por lo que varios manifestantes fueron imputados por el Ministerio Público.
Igualmente, se reportaron protestas en las ciudades fronterizas con el Brasil, específicamente Ciudad del Este y Salto del Guairá debido a la crisis económica producida por el cierre de las fronteras (desde marzo de 2020) y el aumento del desempleo, ya que gran parte de sus habitantes dependían mucho del comercio fronterizo.
Debido al anuncio de retorno a Fase 0 (cuarentena total) en Alto Paraná el 29 de julio de 2020, se produjeron grandes disturbios en la capital del Alto Paraná y ciudades aledañas, quienes manifestaron su descontento con el nuevo confinamiento y el rápido colapso sanitario por la baja inversión en el sistema de salud. Estos disturbios resultaron en más de 60 detenidos según lo informado por la Policía departamental.  Se han producido saqueos a comercios, destrozos, quema de vehículos y hasta heridos por armas de fuego.
Por otra parte, desde octubre de 2020 aumentaron las protestas en las ciudades fronterizas con la Argentina —como Encarnación, Nanawa, Pilar, Puerto Falcón, entre otros— , debido a la incertidumbre en cuanto a la reapertura de los puentes internacionales con este último país.
El 5 de marzo de 2021, renuncia el ministro de Salud Pública y Bienestar Social Julio Mazzoleni en medio de una crisis sanitaria, con los hospitales colapsados por COVID-19 y la falta de medicamentos para ello, asumiendo en su reemplazo el viceministro Atención Integral Julio Borba, como ministro interino. Así mismo, ese mismo día se dan diversas manifestaciones en varios puntos del país, concentrándose alrededor del Congreso Nacional en Asunción, conocida como el "Marzo Paraguayo 2021".

## Medidas aplicadas

### Medidas económicas
Por decreto n.º 6524 del 26 de marzo de 2020, se declara el Estado de Emergencia en toda la República de Paraguay a causa de la pandemia, y se establecen medidas administrativas, fiscales y financieras. Esto incluía la exoneración y aplazamiento de pagos de servicios como ESSAP, ANDE por tres meses —en principio—, el otorgamiento de subsidios a familias vulnerables, trabajadores informales y formales; también incluía la legalidad del teletrabajo (a distancia), la prórroga para la presentación de las declaraciones juradas, pagos de impuestos, entre otras medidas.
El Gobierno anunció un préstamo de USD 1600 millones y anunció recorte salarial para aquellos funcionarios públicos -incluyendo de binacionales- con altos salarios, estableciendo como tope máximo el salario del Presidente —G. 37 millones aproximadamente—, así como la suspensión temporal de ciertos beneficios extras. Por otra parte Paraguay colocó bonos soberanos en el mercado internacional por el valor de USD 1000 millones a una tasa de 4,95%, acercándose el Estado al pico de endeudamiento sostenible del 30% del PIB.
Se fueron aplicando además otras medidas para paliar la economía, como que la SET posterga vencimientos de IVA, IRP, Iracis e Iragro, y cuotas bancarias con 3 a 6 meses de gracia, entre otros. Se estableció un subsidio a trabajadores formales e informales y a familias necesitadas, a través de inscripciones en programas Pytyvo, Ñangareko (para trabajadores informales), así como por medio de IPS (para trabajadores formales suspendidos), etc. Se estableció un 'auxilio económico' a los PYMES con créditos blandos y meses de gracia.
A pesar del alto riesgo de contagio, la solidaridad del pueblo paraguayo en general se hace notar, pues se realizan actividades para entregar kits de alimentación en varios municipios y barrios, así como comilonas conocidas como "ollas populares", entre otros. Se creó una web llamada AyudaPy.org para que la gente pueda ayudar y recibir donaciones. Al sector de la salud, se fueron proveyendo guantes, tapabocas (mascarillas) especiales, alcohol en gel, respiradores, camas para terapia e internación, entre otros.
El 2 de mayo de 2020, se realizó una maratón televisiva al estilo Teletón llamada Todos por Paraguay, transmitida por los canales nacionales entre las 10 y 20 horas. Fue realizada por varias organizaciones con el fin de recaudar para destinar a comedores, ollas populares e insumos médicos en distintas partes del país. A principios de mayo de 2020, el ministro de Salud abre la posibilidad de adelantar las fases de la cuarentena "inteligente", debido a la crisis económica, y a los pocos contagios locales, Hacienda anuncia una inyección de USD 2000 millones para la economía y un posible mayor endeudamiento público que alcance e inclusive supere el 30% del PIB.
Para la segunda cuarentena total, en marzo del 2021, se autorizó Pytyvo Fronterizo 2.0 (para comerciantes e informales de ciudades fronterizas afectados por el cierre de fronteras con la Argentina), así como el Pytyvo Medicamentos (para internados en terapia intensiva, se puede solicitar medicamentos por importe de hasta Gs 50.000.000).

### Albergues
Desde finales de marzo de 2020, el Gobierno Nacional empezó a enviar a los repatriados (paraguayos provenientes del extranjero) a albergues, que son aislamientos supervisados (como recintos militares, polideportivos, casonas, etc.) designados y costeados por el Estado. Los repatriados realizan una cuarentena obligatoria mínima de 14 días, que puede extenderse en el caso de que se requiera. Así mismo, tienen la alternativa de realizar su cuarentena en ciertos hoteles o hospedajes (llamados Hotel Salud) en el caso de que pudiesen costearlo.  Todo esto para una mayor supervisión de la cuarentena y evitar que los casos positivos importados se dispersen en la población local, como llegó a ocurrir con los primeros casos detectados en el país. 
Aparte de las personas que provengan del extranjero, también hay otras condiciones para que las personas vayan a los albergues a cumplir la cuarentena. Estos son las condiciones para que las personas vayan a albergues en caso de que den positivo a coronavirus:
1. Personas que deseen por propia voluntad aislarse de su entorno familiar u hogar (p.ej: personales de blanco y otros trabajadores en riesgo).
2. Personas en situación de vulnerabilidad, que no tengan posibilidad de guardar aislamiento en su hogar (p.ej: familias que conviven en espacios reducidos ).
3. Personas que hayan incumplido inicialmente la medida de aislamiento dispuesta para los pacientes.
4. Personas provenientes del extranjero (obligatorio; sin necesariamente ser positivo).

Apenas dos meses luego de la habilitación de albergues, a fines de mayo de 2020, más de 3000 personas repatriadas del extranjero ya habían pasado por aislamientos supervisados (albergues), y según estimaciones, aún había más de 20 000 personas pendientes de autorización para ingresar al país debido a la falta de refugios, puesto que ya no había espacios ni lugares disponibles. Inclusive hubo barrios y hasta municipios que se negaban a recibir a los repatriados debido a la presión de sus habitantes, lo que dificultaba la habilitación de más albergues. Los mismos albergados reportaron que estos albergues se convierten en 'focos de contagio' debido a las condiciones hacinadas e inclusive precarias del lugar. Solo en los dos primeros días de mayo de 2020, se detectaron más de 100 casos positivos, de los cuales (99 de 104) eran contagios en los albergues, la mayoría del Brasil. 
Igualmente se denunció como un foco de contagio el Puente Internacional de la Amistad (especialmente la pasarela peatonal), en el que decenas y hasta cientos de paraguayos se encontraban varados, esperando ingresar al país desde el Brasil (país con alta circulación viral al momento), pasando frío (temperaturas por debajo de 10 °C en la intemperie), hambre, entre otras necesidades. El ministro asesor de Asuntos Internacionales de la Presidencia de la República, informó que para finales de junio de 2020 más de 8 000 repatriados ya pasaron por albergues (al menos el 10% de ellos dando positivo a coronavirus). Según el Centro de Coordinación Interinstitucional (CCI), para entonces, se encontraban habilitados cerca de 70 albergues y 40 hoteles 'Salud' (incluye hosteles-posadas habilitados) en distintos puntos del país. Desde abril de 2020 hasta gran parte del mes de junio de 2020, la mayoría de los casos confirmados provenían de los albergues, sin embargo a finales del mismo mes cambió el panorama, prevaleciendo los casos comunitarios (locales) sobre los detectados en albergues. 
Los albergues para los repatriados empezaron a cerrarse en el mes de octubre. Cerca de 21 000 repatriados pasaron por albergues o hoteles salud entre marzo y octubre de 2020, según el reporte de Cancillería Nacional. La mayoría eran provenientes de Argentina, Brasil, España, Estados Unidos y otras partes del mundo. Desde entonces, los repatriados realizan cuarentena domiciliaria, aguardando resultado del test de COVID-19. Para el verano de 2021 está previsto la rehabilitación de albergues para los viajeros provenientes del extranjero que no regresen con test de COVID-19.